# Badische Armee

Badisches Wappen

Das Heerwesen des deutschen Staates Baden bis 1871 wird als Badische Armee bezeichnet. Die Ursprünge des badischen Heerwesens lagen zum einen in Verbänden, die die badischen Markgrafschaften Baden-Durlach und Baden-Baden im Barockzeitalter aufgestellt hatten, zum anderen im stehenden Heer des Schwäbischen Reichskreises, zu dem beide Territorien Truppen beisteuern mussten. Die Wiedervereinigung der beiden Kleinstaaten zur Markgrafschaft Baden 1771 und ihre Vergrößerung und Erhebung zum Großherzogtum Baden durch Napoleon 1806 schuf die Möglichkeiten und Verpflichtung zur Unterhaltung eines größeren Heeres, das Napoleon in seinen Feldzügen gegen Österreich, Preußen, Spanien und vor allem Russland unterstützen musste. Nach dem Ende von Napoleons Herrschaft stellte das Großherzogtum Baden eine Division des Deutschen Bundesheers. 1848 halfen Badische Truppen bei der Niederschlagung des Hecker-Aufstandes, ein Jahr später schlug sich jedoch ein großer Teil auf die Seite der Badischen Revolutionäre. Nach der gewaltsamen Niederschlagung der Revolution durch preußische und württembergische Truppen wurde die Armee wieder aufgestellt und kämpfte im Deutschen Krieg 1866 auf Seiten Österreichs und der süddeutschen Staaten sowie im Deutsch-Französischen Krieg auf deutscher Seite. Beim Beitritt Badens zum Deutschen Reich 1870/71 gab das Großherzogtum seine Militärhoheit ab, die badischen Truppen wurden unter preußischer Führung Teil des XIV. Armeekorps.

## Dreißigjähriger Krieg

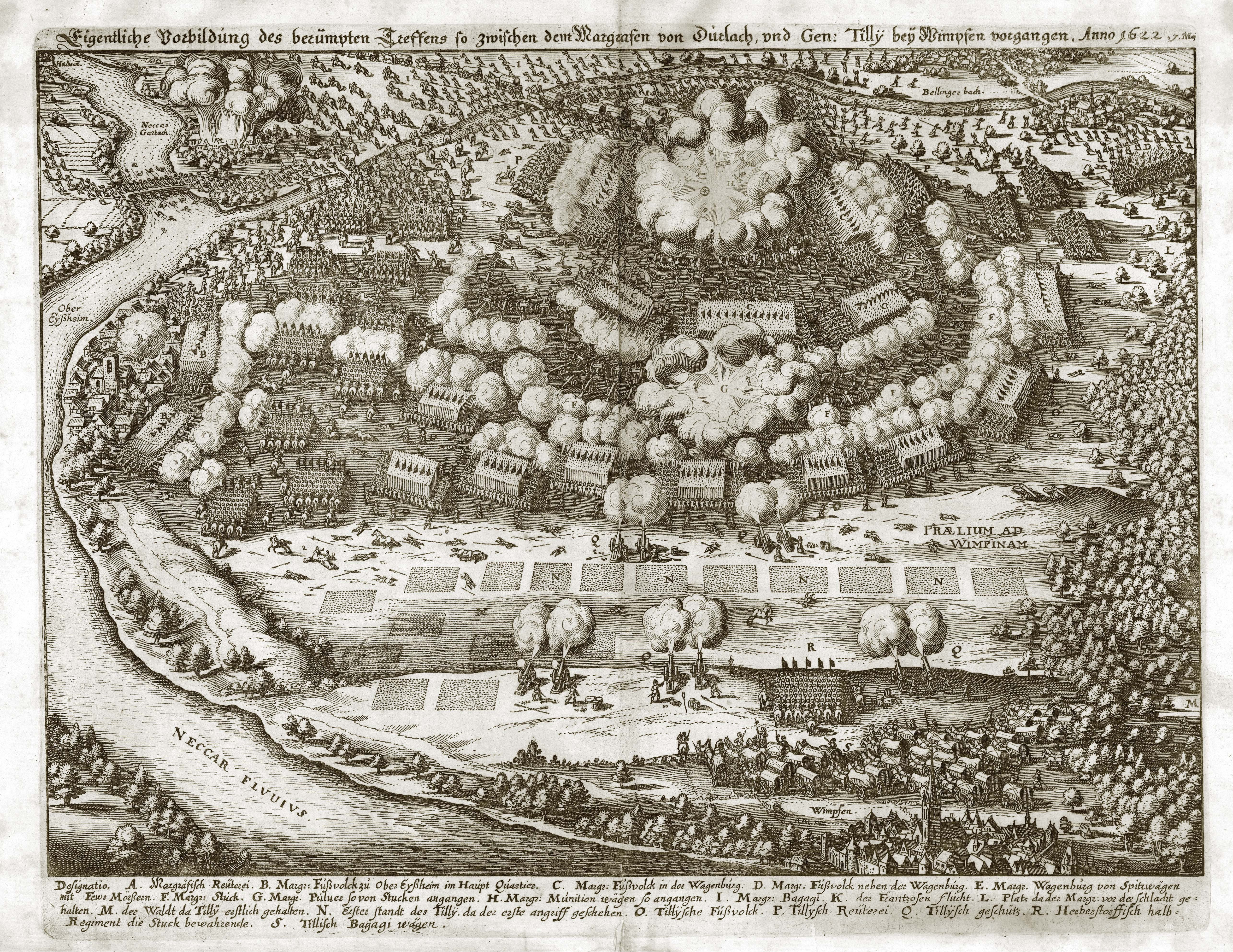
Matthäus Merian: Die Schlacht bei Wimpfen

Während der Oberbadischen Okkupation konnte Georg Friedrich von Baden-Durlach die beiden Landesteile Baden-Baden und Baden-Durlach nochmals vereinigen und um 1600 über eine Streitmacht von 200 Reitern, 600 Fußsoldaten und 40 Geschützen verfügen. Der protestantische Markgraf, dessen Territorium in Nachbarschaft zum habsburgischen Vorderösterreich lag und der in Erbstreitigkeiten mit der katholischen baden-badischen Linie war, trat 1608 der Protestantischen Union bei und vergrößerte sein Heer bis 1617 auf rund 15 000 Mann.
Für seine Söhne Friedrich, Karl und Christoph schrieb Georg Friedrich 1614–1617 ein eigenes kriegswissenschaftliches Werk, das er aber nie im Druck veröffentlichte. Er stützte sich dabei auch auf die ritterliche Kriegsschule, die 1616 durch Johann VII. (Nassau-Siegen) in Siegen gegründet wurde.
Zu Beginn des Dreißigjährigen Krieges stellte er sich auf die Seite des „Winterkönigs“ Friedrich von der Pfalz. Nachdem spanische Truppen die Pfalz besetzt und sich die Protestantische Union aufgelöst hatte, wollte Georg Friedrich sein nunmehr 20 000 Mann starkes Heer mit den Truppen Ernst von Manfelds vereinigen, der in der Pfalz gegen die katholischen Truppen Tillys kämpfte. Der Markgraf und Mansfeld wurden sich jedoch nicht darüber einig, wer den Befehl über die vereinigte Armee innehaben sollte, sodass ein Zusammenschluss nicht zustande kam. Stattdessen kämpfte die badische Streitmacht am 6. Mai 1622 ohne die Truppen Mansfelds gegen Tilly und unterlag in der Schlacht bei Wimpfen, einer der blutigsten Schlachten des Dreißigjährigen Krieges. Georg Friedrichs Armee wurde dabei zerschlagen, der Markgraf selbst entkam der Überlieferung nach nur durch einen Opfergang von 400 Pforzheimern, die seinen Rückzug deckten und dabei mit Ausnahme des Fahnenträgers allesamt umkamen. Infolge der Niederlage wurde die Oberbadische Okkupation rückgängig gemacht, Teile von Baden-Durlach wurden außerdem durch Truppen der Liga besetzt und geplündert.
Georg Friedrich führte in seiner Armee auch etwa 70 so genannte Spieß- oder Spitzwagen mit. Die Spitzwagen werden als eine Erfindung Georg Friedrichs bezeichnet. Es handelt sich um Wagen mit zwei oder drei Achsen, auf denen zwei Balken so befestigt sind, dass die Räder leicht und weit drehbar sind. Auf den Balken sind kleine schwenkbare Haubitzen (teilweise wird auch von Mörsern gesprochen) befestigt und zudem eiserne Spitzen (daher der Name) die nach außen gerichtet sind, um insbesondere die feindliche Reiterei abzuhalten.
Erst 1631 war Georg Friedrichs Sohn und Nachfolger Friedrich V. wieder finanziell in der Lage, eigene Truppen auszuheben, was jedoch durch einen Einmarsch bayrischer Truppen verhindert wurde. Die badischen Gebiete blieben in der Folgezeit weiter Kriegsschauplatz, allerdings vor allem aufgrund der Kämpfe zwischen schwedischen Truppen (denen sich Friedrich anschloss) und kaiserlichen Truppen. Ab 1634 erhielten die Kaiserlichen die Oberhand, Friedrich verlor sein Territorium und konnte es erst im Zuge des Westfälischen Friedens wieder zurückerhalten, allerdings ohne die baden-badischen Gebiete, die wieder an die katholische Linie kamen. Im Falle Badens stellte der Westfälische Frieden deswegen nicht den Zustand vor 1618, sondern jenen vor der Oberbadischen Okkupation wieder her.

## Schwäbischer Reichskreis und Territorialverbände bis 1780

Die 1771 wiedervereinigte Markgrafschaft Baden (hellbraun)

Unter der Federführung des Kreisfeldmarschalls Ludwig Wilhelm von Baden-Baden und des Herzogtums Württemberg beschloss der Schwäbische Reichskreis 1694 die Aufstellung eines stehenden Kreisheeres, für das die verschiedenen Kreisteile bestimmte Truppenkontingente zu stellen hatten. Zwischen 1732 und 1796 umfasste das Heer des Reichskreises fünf Regimenter, die nach Konfessionen getrennt aufgestellt wurden. Die protestantische Markgrafschaft Baden-Durlach stellte hierbei 23 Dragoner für das Kreisdragonerregiment und 121 Infanteristen für das 1. Kreisinfanterieregiment. Angehörige des baden-durlachschen Herrscherhauses hatten darüber hinaus den Oberbefehl über ebendieses 1. Kreisinfanterieregiment inne. Die katholische Markgrafschaft Baden-Baden stellte 19 Kürassiere für das Kreiskürassierregiment und 122 Infanteristen für das 3. Kreisinfanterieregiment. Neben den beiden badischen Markgrafschaften trugen vor allem das Herzogtum Württemberg, das Bistum Augsburg und die Reichsstädte die Hauptlast des Kreisheeres, allerdings mussten auch kleinere Graf- und Herrschaften Kontingente stellen (so zum Beispiel das Kloster Gengenbach einen Kürassier und zwei Infanteristen).

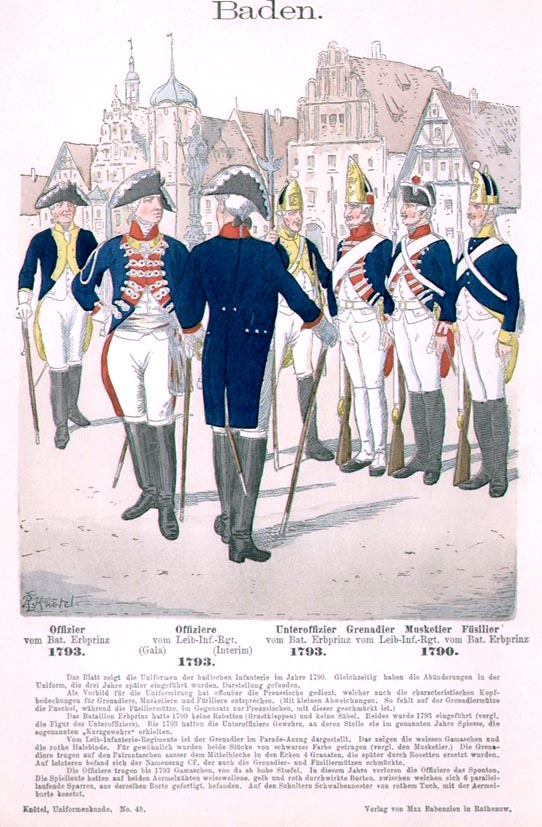
Uniformen verschiedener badischer Verbände Ende des 18. Jahrhunderts. Von links nach rechts: Füsilieroffizier, zwei Offiziere des Leibinfanterieregimentes, Unteroffizier der Füssiliere, Grenadier des Leibinfanterieregimentes, Musketier des Leibinfanterieregiments, Füssilier. Zeichnung von Richard Knötel

Unabhängig von den Truppen für den Kreis unterhielten sowohl Baden-Baden als auch Baden-Durlach eigene Truppenverbände – sogenannte Haustruppen, wozu insbesondere die Leibgarde gehörte. In Baden-Durlach wurde 1752 ein Grenadierbataillon zu vier Kompanien sowie eine Dragonerkompanie aufgestellt, Baden-Baden folgte 1763 mit einem gleich starken Grenadierbataillon, einer Kürassierkompanie und einer Schwadron Husaren. Nach dem Tod des letzten baden-badischen Markgrafen August Georg Simpert konnte Karl-Friedrich von Baden-Durlach die beiden Landesteile endgültig zur Markgrafschaft Baden wiedervereinigen. Das vereinigte Baden hatte nun eine Bevölkerung von rund 257 000 Menschen, und obwohl Karl Friedrich mit dem baden-badischen Gebiet auch die Schuldenlast der alten Markgrafschaft übernommen hatte und abbezahlen musste, gelang ihm auch eine Vergrößerung des Heeres. 1780 vereinigte er das baden-badische und baden-durlachsche Grenadierbataillon zum Leibinfanterieregiment, bestehend aus einem Bataillon Musketiere und einem Bataillon Grenadiere. Die Husarenschwadron blieb als eigenständiger Verband bestehen, die baden-badischen Kürassiere und baden-durlachschen Dragoner bildeten die Garde du Corps und obendrein wurden zwei Füsilier-Bataillone eingerichtet. Zusammen mit einer Garnisonskompanie und vier Dreipfünder-Geschützen umfasste die badische Armee damit 1 125 Mann, der Militäretat belief sich 1782/83 auf etwas mehr als 105.000 Gulden.
Der uneheliche Sohn des Markgrafen Karl Friedrich, Carl Friedrich Hermann von Freystedt schuf ein Milizsystem und gilt als Wegbereiter der allgemeinen Wehrpflicht. Mit einer Reform des badischen Militärrechts sorgte er 1782 auch für einen gewissen Schutz der Soldaten vor willkürlichen Vorgesetzten.

## Koalitionskriege und Rheinbund
Die Französische Revolution und die daraus resultierenden Spannungen zwischen Frankreich und den Großmächten des Heiligen Römischen Reiches versetzten Baden in eine schwierige Lage; zum einen verlor es im Zuge der Revolution endgültig die Kontrolle über einige linksrheinische Besitzungen, zum anderen war es, am Oberrhein zwischen Frankreich und Vorderösterreich gelegen, wie auch im Dreißigjährigen Krieg der Gefahr ausgesetzt, Kriegsschauplatz zu werden.
Im Herbst 1792 trat die Markgrafschaft der antifranzösischen Koalition bei und verpflichtete sich, 1000 Soldaten zu stellen. Die Koalition versprach im Gegenzug, die besetzten linksrheinischen Gebiete bei einem Friedensschluss für Baden zurückzufordern und die Kriegskosten zu erstatten. Neben den regulären Truppen organisierte Heinrich Medicus eine badische Landmiliz, bestehend aus ledigen 19–50-Jährigen, sodass die militärische Stärke der Markgrafschaft auf rund 16.000 Mann anwuchs. Auch die Militärausgaben stiegen drastisch, der zehnjährige Durchschnitt zwischen 1789 und 1798 betrug rund 158.000 Gulden.
Durch die Niederlage im ersten Koalitionskrieg wurden die Versprechungen der Koalition jedoch nicht erfüllt und die linksrheinischen Besitzungen Badens gingen 1794 de facto endgültig verloren. Preußen verständigte sich 1795 mit Frankreich, und auch der badische Markgraf setzte sich für den Frieden ein: 1796 wurde ein Separatfrieden geschlossen, Baden trat aus der Koalition aus und verzichtete auf sein linksrheinisches Territorium. Da jedoch Österreich den Krieg fortsetzte, wurde das nunmehr eigentlich neutrale Baden Kriegsschauplatz: Bei Emmendingen und Schliengen kam es im Oktober 1796 zu Gefechten und Teile Südbadens wurden von den französischen Armeen geplündert.
Im Zweiten Koalitionskrieg erklärte sich Markgraf Karl Friedrich neutral. Durch den Reichsdeputationshauptschluss 1803 und den Frieden von Pressburg erhielt Baden große Gebietszuwächse: Neben geistlichen Gebieten und ehemaligen Reichsstädten wurden auch die Kurpfalz und der Breisgau Teil der Markgrafschaft, die 1803 zum Kurfürstentum, 1806 ein Großherzogtum wurde. Zahlreiche der neuen badischen Territorien hatten zuvor eigene kleine Streitkräfte unterhalten, die nun Teil der badischen Armee wurden. Diese wuchs dadurch und umfasste 1806:
| Infanterie                                                     | Kavallerie            | Artillerie     |
| -------------------------------------------------------------- | --------------------- | -------------- |
| Ein Leibinfanterieregiment und drei Linieninfanterieregimenter | Die Garde du Corps    | Drei Batterien |
| Je ein selbständiges Bataillon Grenadiere und Jäger            | Ein Regiment Dragoner |                |
| Vier Garnisonsregimenter                                       | Ein Regiment Husaren  |                |

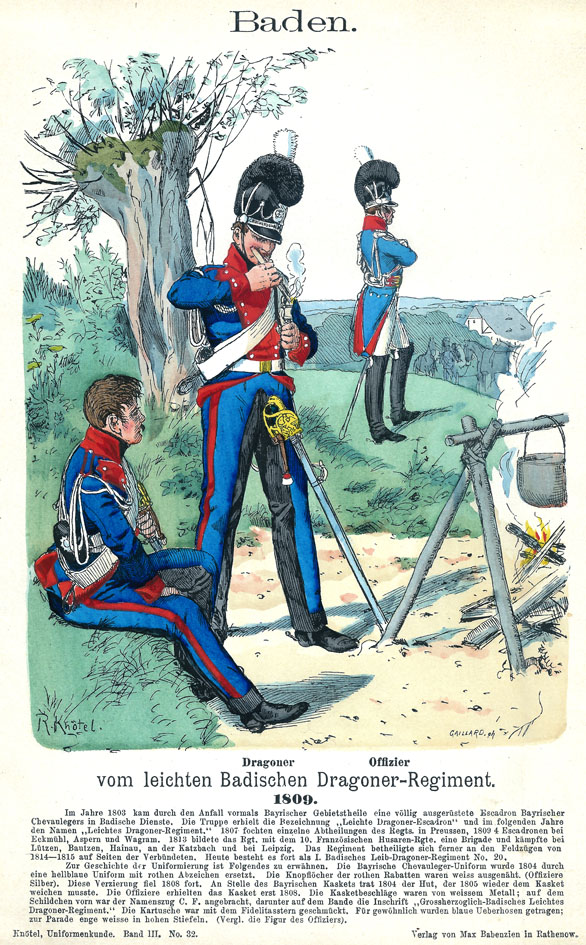
Badische Dragoner, 1809 (Zeichnung von Richard Knötel)

Die Gesamtstärke betrug 14 Bataillone Infanterie, 10 Schwadronen Kavallerie und drei Batterien Artillerie. Das Kurfürstentum/Großherzogtum wurde nach preußischem Vorbild in vier Kantone eingeteilt.
Mit der neuen Napoleon zu verdankenden militärischen und territorialen Stärke kamen jedoch auch Verpflichtungen an der Seite Napoleons. Für den Dritten Koalitionskrieg musste Baden 3.000 Mann stellen, die jedoch erst zu Napoleons Armee stießen, als der Krieg durch die Schlachten von Ulm und Austerlitz bereits entschieden war. Im Vierten Koalitionskrieg umfasste das badische Kontingent 6.000 Mann, die jedoch wiederum erst nach der Schlacht bei Jena und Auerstedt das Kriegsgeschehen erreichten. Sie wurden jedoch bei den Belagerungen von Danzig und Stralsund eingesetzt. Kommandeur war der Generalmajor Joseph von Cloßmann.
1808 musste das Großherzogtum ein weiteres, 1.733 Mann starkes Regiment abstellen, das in den folgenden sechs Jahren auf der Iberischen Halbinsel eingesetzt wurde. Unter der Führung von Heinrich von Porbeck kämpfte es unter anderem bei Talavera, gegen spanische Guerilleros und in der Schlacht bei Vitoria und erlitt dabei hohe Verluste: Von den ursprünglich 1.733 Mann kehrten nur 500 nach Baden zurück. Mit Beginn des Fünften Koalitionskrieges 1809 verlangte Napoleon eine neue Abstellung von 6850 Mann, die unter dem französischen Marschall André Masséna unter anderem in der Schlacht bei Ebelsberg kämpften. In der Schlacht bei Aspern zeichnete sich das badische Dragonerregiment besonders aus, zwölf Angehörige erhielten das Ritterkreuz der Ehrenlegion. Auch in der Schlacht bei Wagram und gegen die aufständischen Tiroler wurden die badischen Truppen eingesetzt, sodass die letzten von ihnen erst 1810 wieder ins Großherzogtum zurückkehrten.

## Napoleons Russlandfeldzug
Eine noch schwerere Belastung folgte, als Napoleon seinen Russlandfeldzug begann und dafür von Baden wiederum rund 6.700 Mann forderte. Von einem zum kaiserlichen Hauptquartier abgestellten Bataillon abgesehen bildete das badische Kontingent unter Generalmajor Wilhelm von Hochberg eine Brigade in Marschall Victors IX. Korps. Das Korps wurde in Tilsit zusammengezogen und verbrachte dort den August 1812. Krankheiten und die ungewohnte Witterung mit ihren schnellen Wechseln setzten den Soldaten zu und verminderten die Stärke des Korps bereits vor Abmarsch um rund ein Sechstel. Am 30. August marschierte das Korps schließlich los, über Wilna (8. September) und Minsk (15. September) am 28. September nach Smolensk. Am 31. Oktober kämpfte die badische Brigade in der Schlacht bei Tschaschniki und verlor dabei 20 Mann durch Tod und Verwundung. In den folgenden Tagen kam es zu weiteren Gefechten zwischen dem IX. und II. Korps der französischen Armee und der russischen Armee Wittgenstein, die versuchte, der sich aus Moskau zurückziehenden französischen Hauptarmee in den Rücken zu fallen.

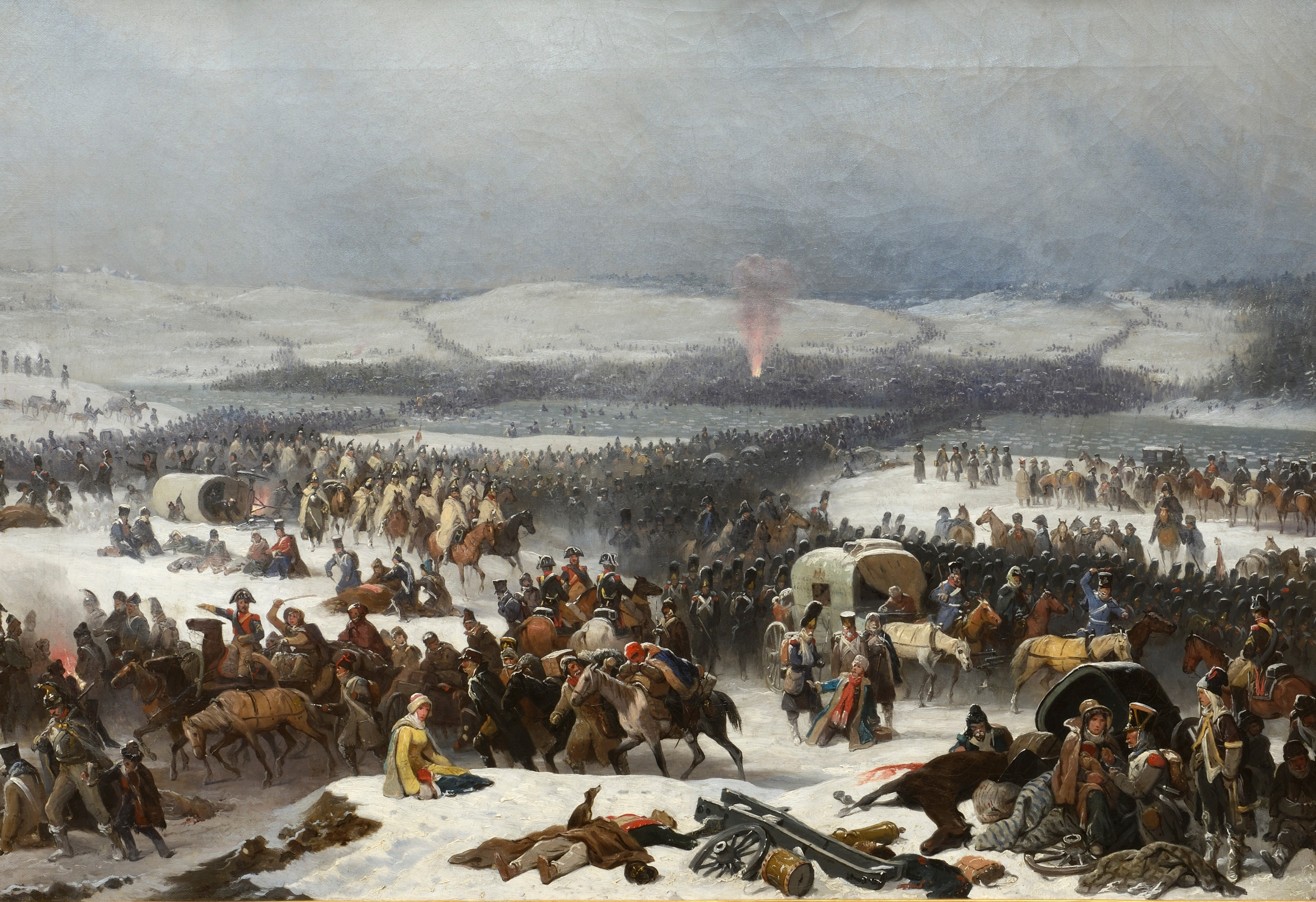
Napoleons Übergang über die Beresina wurde durch die badischen, hessischen, polnischen und bergschen Soldaten des IX. Korps gedeckt

Unter Rückzugsgefechten zog sich das Korps dann ebenfalls zurück, am 26. November traf es bei Borissow auf die Reste der von Moskau herkommenden Armee. Die Stärke der badischen Brigade betrug zu diesem Zeitpunkt noch 2.240 Mann und damit rund ein Drittel der ursprünglichen Streitmacht. Am 28. November kam es zur Schlacht an der Beresina, bei der das IX. Korps östlich des Flusses der Armee Wittgenstein gegenüberstand. Die badische Brigade war zu diesem Zeitpunkt westlich des Flusses, wurde jedoch früh am Morgen zurück zum Korps beordert, wobei an den Flussübergängen schon große Verwirrung herrschte. Die badische Brigade bildete dann den rechten Flügel des IX. Korps, ihre Stellung lief von der Beresina bis Studjanka. In heftigen Kämpfen gelang es der Infanterie, die russischen Angriffe abzuwehren. Die Verluste waren sehr hoch, mehr als 1.100 Mann waren tot oder verwundet, die Brigade war nach Ende der Kämpfe nur noch rund 900 Mann stark. Das badische Husarenregiment, verstärkt durch hessische Chevaulegers, zersprengte eine russische Infanteriekolonne und machte 500 Gefangene, wurde danach allerdings von russischen Kürassieren aufgerieben. Es verlor den Großteil seiner Offiziere und rund 150 Soldaten und war danach nur noch wenige Mann stark. Nach diesem blutigen Rückzugsgefecht ging das IX. Korps am Morgen des 29. November über die Beresina und zerstörte die Brücke hinter sich.
Die badische Brigade fungierte in der Folgezeit weiter als Nachhut der Armee. Weitere Gefechte und vor allem die große Kälte forderten immer mehr Opfer. Wilhelm von Hochberg schrieb später:

„Der 7. Dezember war der schrecklichste Tag meines Lebens. Um 3 Uhr Morgens befahl der Marschall den Abmarsch; die Kälte war auf das Höchste gestiegen, - als das Signal hierzu gegeben werden sollte, war der letzte Tambour erfroren. Ich begab mich nun zu den einzelnen Soldaten und sprach ihnen Muth zu aufzustehen und sich zu sammeln, allein alle Mühe war vergebens, ich konnte kaum 50 Mann zusammenbringen, der Rest von 2-300 Mann lag todt oder halb erstarrt am Boden.“

Die Brigade wurde zu einem Regiment zusammengefasst, das am 8. Dezember 1812 in Wilna eintraf und dort noch rund 400 Mann stark war. Insgesamt hatte Napoleons Russlandfeldzug mehr als 6.000 badische Soldaten das Leben gekostet. Berühmt wurde in der Folge der in Bretten geborene Schneider Franz Anton Egetmeyer, der sich als Schneider in Pensa niedergelassen hatte und sich dort um badische Kriegsgefangene kümmerte. Die Geschichte des „Schneiders in Pensa“ wurde 1815 auch durch Johann Peter Hebel in der Form einer Kalendergeschichte aufgegriffen.

## Befreiungskriege
Die Überreste der badischen Brigade wurden in Glogau durch 1.200 Mann verstärkt (ein Ersatz-Bataillon unter Anton Brückner), um die französisch besetzte Festung gegen anrückende russische und preußische Belagerer zu verteidigen. Zusätzliche Truppen wurden ausgehoben, die am Frühjahrsfeldzug 1813 teilnahmen und unter anderem in der Schlacht bei Großgörschen kämpften. Ab August wurde eine zweite Brigade aufgestellt, sodass das badische Kontingent in Napoleons Armee nun zwei Brigaden mit rund 7.000 Mann umfasste. Gemeinsam mit den noch immer in Spanien stehenden Truppen sah die badische Armee 1813 damit wie folgt aus:
| Infanterie                       | Kavallerie               | Artillerie                                                |
| -------------------------------- | ------------------------ | --------------------------------------------------------- |
| Vier Linieninfanterieregimenter  | Die Garde du Corps       | Ein Bataillon mit 3 Fußbatterien und einer Reiterbatterie |
| Die Leibgrenadiergarde           | Zwei Regimenter Dragoner |                                                           |
| Ein leichtes Infanteriebataillon |                          |                                                           |

Im Herbstfeldzug 1813 kämpften die beiden badischen Brigaden in Marschall MacDonalds XI. Korps unter anderem in der Schlacht an der Katzbach und in der Völkerschlacht bei Leipzig. Wie auch an der Beresina oblag es ihnen auch nach der Niederlage bei Leipzig, Napoleons Rückzug zu decken. Die badische Infanterie weigerte sich, überzulaufen und kam in preußische Gefangenschaft, aus der sie jedoch schon bald wieder entlassen wurde, nachdem das Großherzogtum sich von Napoleon lossagte und am 20. November 1813 auf die Seite Österreichs, Preußens und Russlands wechselte. Nach preußischem Vorbild wurden Landwehr und Landsturm aufgestellt, und durch die Einführung der Allgemeinen Wehrpflicht im Dezember 1813 konnten insgesamt 16.000 Mann aufgeboten werden. Verstärkt durch liechtensteinische und hohenzollerische Truppen bildete es das VIII. Armeekorps. Unter dem Befehl von Wilhelm von Hochberg belagerte es die französischen Festungen Kehl, Straßburg, Landau in der Pfalz und Pfalzburg und kehrte im Juni 1814 wieder nach Baden zurück. Eine Ausnahme bildete das Leibgrenadierbataillon, das gemeinsam mit dem preußisch-russischen Gardekorps in der Schlacht bei Paris kämpfte und am 1. April in die Stadt einzog. Während der Herrschaft der Hundert Tage musste nochmals eine Felddivision ausgehoben werden, die jedoch an keinen Kampfhandlungen teilnahm.

## Deutscher Bund bis zur Badischen Revolution

### Die Badische Armee im Bundesheer

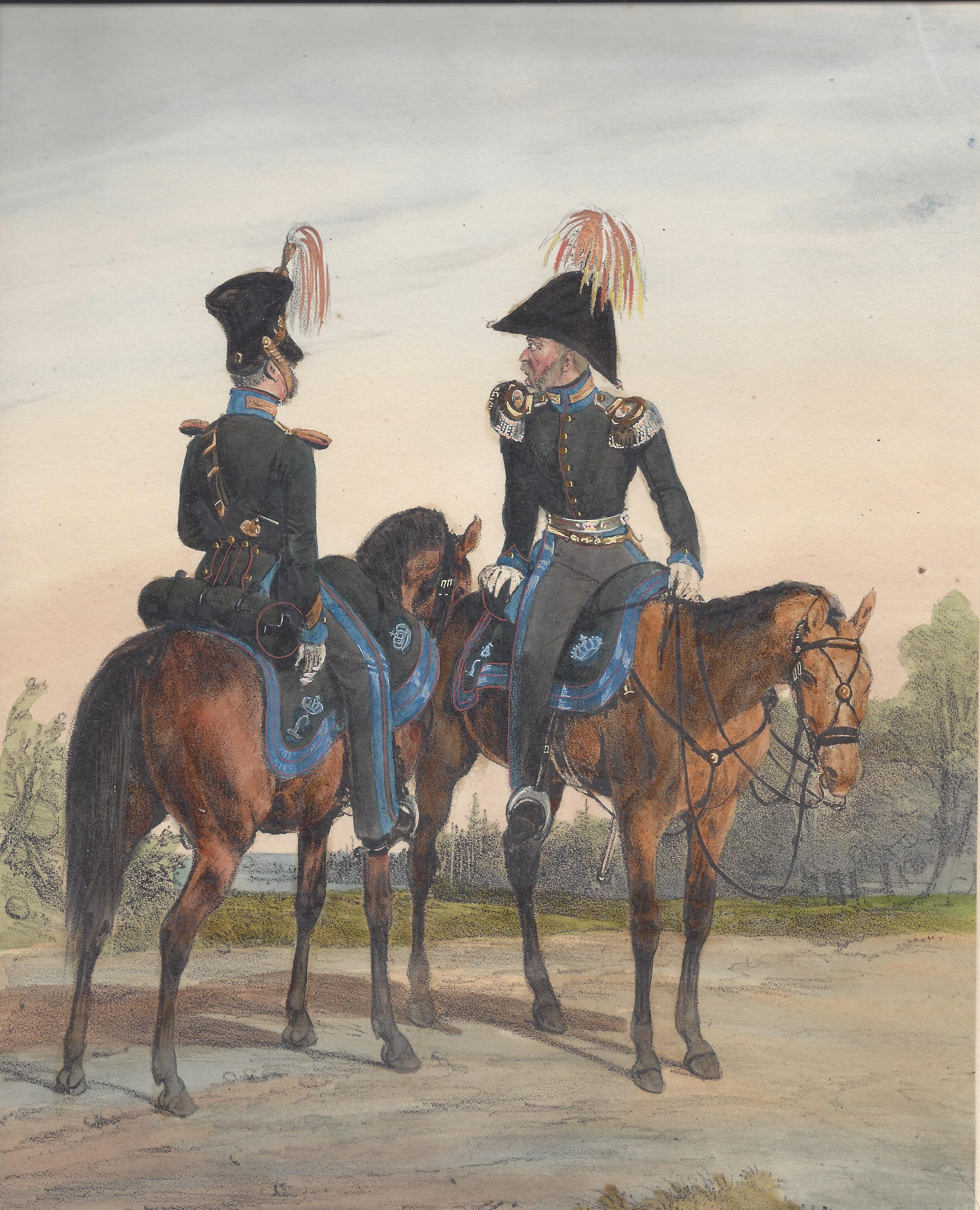
Badische Gendarmen, Lithografie von Heinrich Ambros Eckert

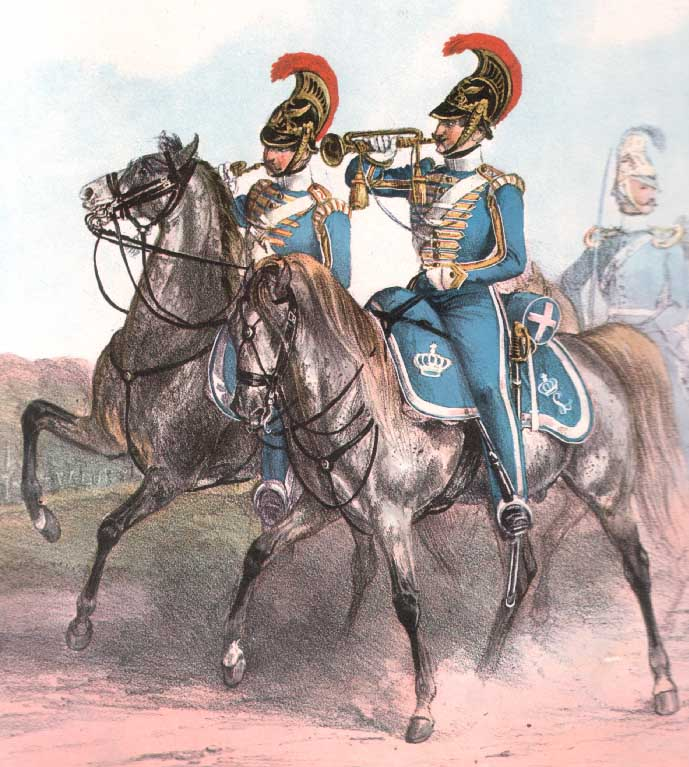
Badische Dragoner des Bundesheeres um 1830, Lithografie von Heinrich Ambros Eckert

Auf dem Wiener Kongress 1815 wurde der Deutsche Bund ins Leben gerufen, dem auch das Großherzogtum Baden beitrat. Am 9. April 1821 regelte der Bund seine „Kriegsverfassung“, die ein gemeinsam aufgestelltes Bundesheer vorsah, zu dem die Staaten Kontingente beizutragen hatten. Um im Kriegsfall gerüstet zu sein, mussten die für den Bund vorgesehenen Kontingente dabei schon in Friedenszeiten bereitgehalten werden. Die Größe der jeweiligen Kontingente bestimmte sich nach den Einwohnerzahlen; grundsätzlich mussten die bewaffneten Truppen eines Staates ein Prozent seiner Gesamtbevölkerung ausmachen, hinzu kamen noch Hilfstruppen. Wenn das Bundesheer aufgeboten wurde, musste jeder Staat außerdem Ersatztruppen aufstellen, die ein Sechshundertstel seiner Gesamtbevölkerung umfassten. Weiter mussten die Waffengattungen auch in gewissen Stärkerelationen zueinander stehen: Ein Siebtel jedes Kontingents bestand aus Kavallerie, und auf tausend Mann mussten zwei Geschütze kommen.
In Baden wurde für militärische Zwecke ein Kriegsministerium eingerichtet; Oberster Kriegsherr war der Großherzog, er ernannte einen General als Präsidenten des Kriegsministeriums. Das badische Kontingent für das Bundesheer wurde in einer Division organisiert und dem VIII. Armeekorps unterstellt, wo es die 2. Division bildete. Das VIII. Armeekorps war ein gemischtes Korps, neben den badischen Truppen gehörten ihm auch württembergische und hessische Truppen an. An der Spitze der Division stand ein Divisionskommandeur im Range eines Generallieutenants, die beiden Brigaden der Division wurden von Generalmajoren oder Obersten kommandiert. Eine Brigade bestand aus zwei oder drei Infanterieregimentern und ein Infanterieregiment verfügte über eine Sollstärke von drei Bataillonen und 2088 Mann, das Leibinfanterieregiment war mit 3.125 Mann ein wenig stärker. Die Kavallerie bildete unter dem Befehl eines Generallieutenants eine Brigade von drei Dragonerregimentern, ein Regiment zu 718 Mann. Auch die Artillerie wurde als Brigade organisiert und umfasste vier Batterien und eine Kompanie Pioniere. Von den vier Batterien war eine beritten und hatte sechs Geschütze, die drei Fußbatterien hatten jeweils acht. Die Gesamtstärke betrug 30 Geschütze und 1.315 Mann. 1829 wurde das Großherzogliche Gendarmeriekorps gegründet, das Teil der Armee war und organisatorisch dem Kriegsministerium unterstand, im Dienst jedoch dem Innenministerium. Soweit bekannt, hatte es keine militärpolizeilichen Aufgaben.
Die folgende Übersicht gibt den Stand der Badischen Armee von 1832 wieder:
| Infanterie                                      | Kavallerie                           | Artillerie                          |
| ----------------------------------------------- | ------------------------------------ | ----------------------------------- |
| Leibinfanterieregiment                          | Dragonerregiment Großherzog          | Artilleriebrigade zu vier Batterien |
| Linieninfanterieregiment Großherzog Nr. 1       | Dragonerregiment Markgraf Max Nr. 1  |                                     |
| Linieninfanterieregiment Erbgroßherzog Nr. 2    | Dragonerregiment von Freystedt Nr. 2 |                                     |
| Linieninfanterieregiment Markgraf Wilhelm Nr. 3 |                                      |                                     |
| Linieninfanterieregiment von Stockhorn Nr. 4    |                                      |                                     |

Mit Ausnahme des Leibinfanterieregimentes und des Dragonerregiments Großherzog (ehemals „Gardedragonerregiment“) wurden die Regimenter mit einer fortlaufenden Nummer versehen und nach ihrem Regimentschef benannt.
Die Infanterie wurde mit Perkussionsgewehren ausgerüstet, die Dragoner trugen einen Säbel, eine Pistole und einen Karabiner. Der Artilleriepark umfasste Sechs- und Zwölfpfünderkanonen, Siebenpfünderhaubitzen, dazu Sechzehn- und Vierundzwanzigpfünderkanonen und Mörser verschiedenen Kalibers als Belagerungsartillerie. Die Friedensstärke der Armee umfasste 14.459 Mann. Das für das VIII. Armeekorps zu stellende Kontingent betrug 10.000 Mann, hinzu kamen im Kriegsfall 1.667 Mann als Ersatzmannschaft und 3.333 Mann als Reserven.
Zur Ausbildung von Offizieren bestand in Karlsruhe eine allgemeine Kriegsschule. Ebenfalls in Karlsruhe befand sich die Höhere Kriegsschule für Generalstabsoffiziere. Im Schloss Gottesaue wurden Artillerieoffiziere und -unteroffiziere ausgebildet. Lieferant der Perkussionsgewehre war zunächst die Badische Gewehrfabrik.
Ein Teil der badischen Armee wurde 1848 in den Krieg gegen Dänemark geschickt. Es handelte sich dabei um fünf Infanteriebataillone und eine Fußbatterie, die eine Brigade in der gemischen Division des württembergischen Generals Moriz von Miller dienten und in Holstein stationiert wurden. Der Großteil der Streitmacht wurde bald wieder abgezogen, das I. Bataillon des 4. Infanterieregimentes blieb jedoch auch nach dem Waffenstillstand von Malmö in Schleswig und nahm nach dem Wiederaufleben der Kämpfe am Gefecht bei Ulderup teil, wo es gemeinsam mit den württembergischen Truppen als Reserve eine Niederlage verhindern konnte. Anschließend blieb es zur Küstensicherung im Raum Eckernförde. In Baden war es in der Zwischenzeit zu mehreren bewaffneten Unruhen gekommen, die ihren Höhepunkt 1849 fanden.

### Die Badischen Revolutionen 1848

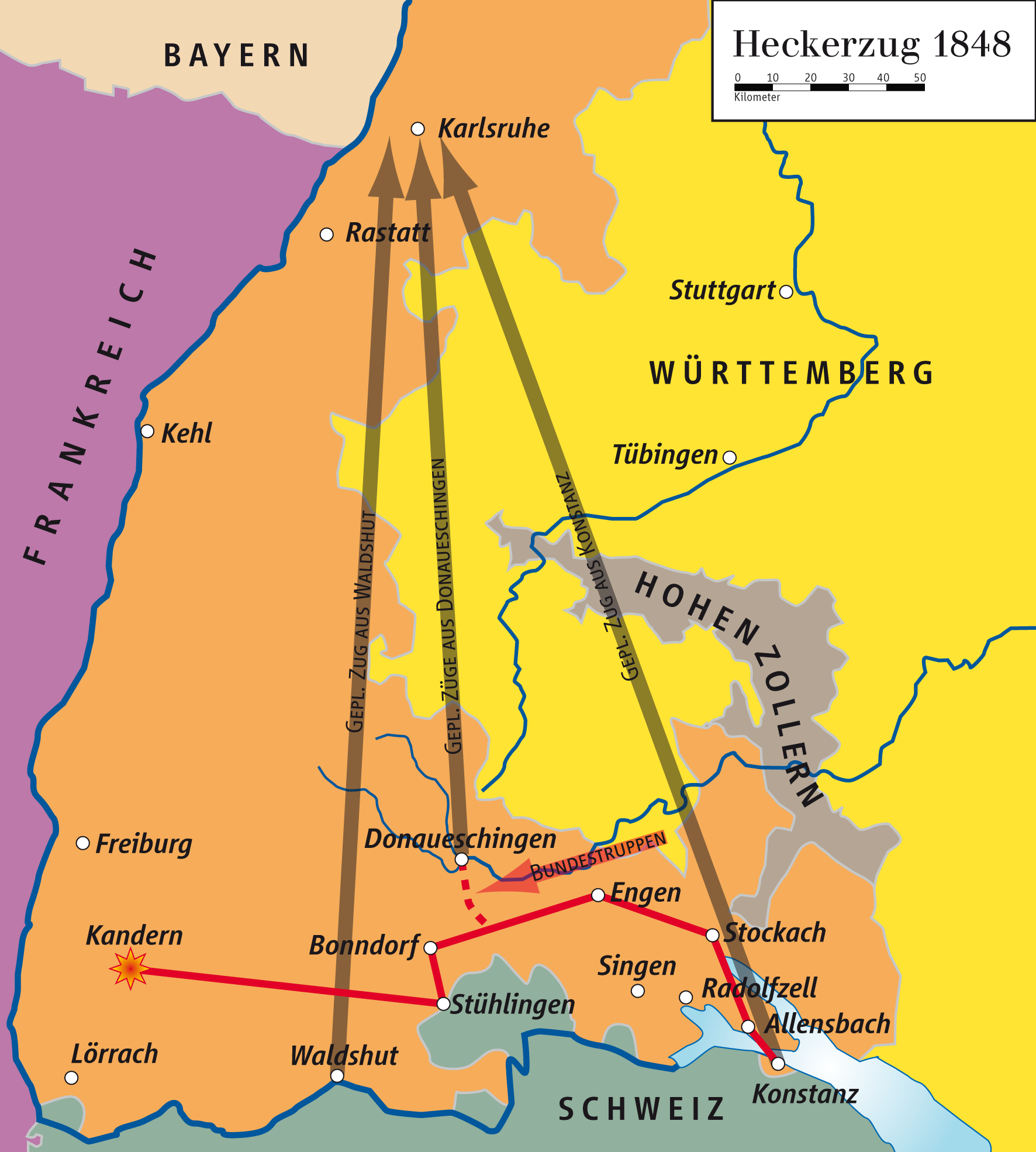
Verlaufskarte des Heckerzuges

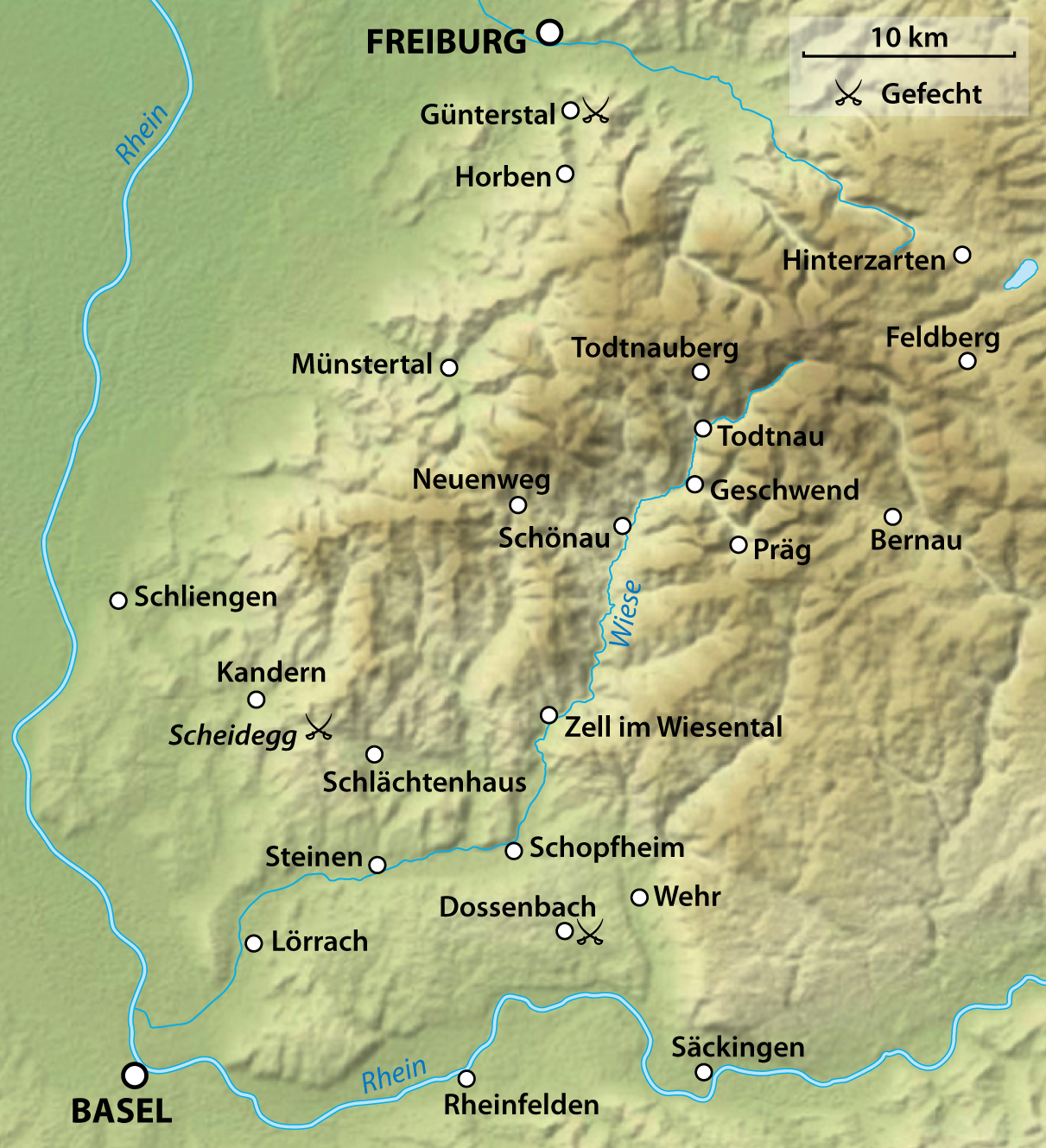
Karte des vom Aufstand betroffenen Gebietes

Im April 1848 kam es in Baden zu mehreren Aufständen, deren bekanntester der Heckerzug war. Angeführt durch Friedrich Hecker, Gustav Struve, Franz Sigel und Joseph Fickler zogen Freischärlerzüge vom Seekreis im Südosten des Landes in Richtung Westen und Norden, während die in Paris aufgestellte Deutsche Demokratische Legion im Elsass drohte, den Rhein zu überqueren. Gegen die Revolutionäre von innen und außen wurden Truppen des VII. und VIII. Armeekorps in Baden eingesetzt, die sich in drei Kolonnen auf das badische Oberland zubewegten: Ein Großteil der badischen Armee, verstärkt durch hessische und nassauische Truppen, marschierte durch die Oberrheinische Tiefebene von Norden nach Süden. Oberbefehlshaber dieser Streitmacht war der eigentlich in holländischen Diensten stehende General Friedrich von Gagern. Gleichzeitig bewegte sich eine württembergische Division unter General Miller von der badisch-württembergischen Grenze aus südwestlich auf Donaueschingen, und eine bayrische Brigade marschierte von Bayern aus westwärts in den Seekreis.
Aufgrund der Präsenz württembergischer Truppen bei Donaueschingen war den Revolutionären der direkte Weg von Konstanz nach Freiburg und weiter nach Norden versperrt. Hecker wurde nach Süden abgedrängt und bewegte sich Mitte April in westlicher Richtung, bis er das Wiesental erreichte und durch dieses nach Steinen marschierte. Von Steinen aus versuchte er, wieder nach Norden zu kommen und erreichte am 19. April Kandern. Hier traf er jedoch am 20. April auf einen Teil der badisch-hessischen Truppen unter Friedrich von Gagern. Hecker zog sich von Kandern aus in Richtung Wiesental zurück, wo in Steinen ein weiterer Revolutionszug unter Joseph Fickler wartete, wurde aber davor im Gefecht auf der Scheideck zwischen Kandern und dem Wiesental geschlagen. Das Gefecht forderte auf beiden Seiten rund ein Dutzend Schwerverletzte und Tote. Unter den Toten befand sich auch Gagern, sein Nachfolger wurde der badische Oberst Heinrich von Hinckeldey. Hinckeldey setzte die Verfolgung der Revolutionäre fort und schlug am gleichen Tag auch Ficklers Revolutionszug bei Steinen. Die Niederlage Heckers und Ficklers verhinderte auch, dass sich die beiden Züge mit einem dritten unter der Führung von Franz Sigel vereinigen konnten, dessen Freischärler am 20. April bei Todtnau standen. Sigel marschierte stattdessen gegen Freiburg. Im Gefecht bei Günterstal wurde auch sein Zug am 23. April geschlagen und zerstreute sich am Tag darauf. Damit blieb nur noch die in Paris aufgebrochene Deutsche Legion Georg Herweghs übrig, die jedoch nach den Niederlagen Heckers, Ficklers und Sigels den Rückzug über den Rhein beschloss. Am 27. April stieß sie im Gefecht bei Dossenbach auf Teile der württembergischen Division und wurde ebenfalls zerschlagen. Die badischen Aprilunruhen waren damit beendet.
Schon im September kam es jedoch zu einem neuen Aufstand (Struve-Putsch). Der nach den Aprilunruhen in die Schweiz geflohene Gustav Struve überschritt am 21. September erneut die Grenze zu Baden und rief am selben Tag in Lörrach die deutsche Republik aus. Von Lörrach aus zog er nach Norden und erreichte über Kandern und Schliengen am 24. September Staufen im Breisgau. Seinem Zug hatten sich inzwischen zwischen acht- und zehntausend Mann angeschlossen. Bei Staufen traf er jedoch auf eine aus Karlsruhe und Rastatt herbeibeorderte Streitmacht, die aus zwei Bataillonen Infanterie, einer Schwadron Kavallerie und vier Geschützen bestand und von General Hoffmann befehligt wurde. Hoffmanns Kontingent war rund 800 Mann stark und traf bei Staufen auf noch rund 3000 verbarrikadierte Revolutionäre. Die Freischärler wurden im Gefecht um Staufen entscheidend geschlagen. Dabei fanden 19 Revolutionäre und ein Soldat den Tod, mehrere Häuser wurden in Brand geschossen und 60 Aufständische gefangen genommen. Die Aufständischen flohen ins Obere Wiesental und von dort nach Wehr, wo Struve am 25. September gefangen genommen wurde.

## Die Revolution von 1849
Das Scheitern der Paulskirchenverfassung und die daraus resultierende Reichsverfassungskampagne führten auch im Großherzogtum Baden wieder zu Unruhen. Für den 12. Mai 1849 wurde ein Kongress der Volksvereine in Offenburg anberaumt, dem eine Landesvolksversammlung folgen sollte. Im Gegensatz zu 1848 war die revolutionär-republikanische Stimmung jedoch auch in der Armee angekommen. Die Garnison der Festung Rastatt hielt am 9. und 10. Mai eine gemeinsame Versammlung mit den Rastatter Demokraten ab, wobei die Soldaten die Anerkennung der Reichsverfassung sowie die Absetzung „volksfeindlicher“ Offiziere forderte. Der Festungskommandant ließ daraufhin am 11. Mai die Wortführer der Versammlung festnehmen, woraufhin es zur Meuterei kam. Der badische Kriegsminister Hoffmann marschierte mit weiteren Truppen nach Rastatt, um diese niederzuschlagen, doch auch die ihn begleitenden Soldaten wechselten größtenteils zu den Revolutionären über.

Ludwik Mierosławski war 1849 Befehlshaber der badischen Revolutionsarmee

In den folgenden Tagen schlossen sich alle weiteren Garnisonen im Land an, Großherzog Leopold musste das Land verlassen und floh mit seiner Familie und seiner Regierung in die Bundesfestung Mainz. Auch in der benachbarten Bayerischen Pfalz übernahmen Revolutionäre die Macht, und die beiden Revolutionsregierungen bildeten eine Militärunion, die ein 20–25.000 Mann starkes Heer aufstellte. Neben den ehemaligen Truppen der regulären badischen Armee und Volkswehren in den größeren Städten schlossen sich der Revolutionsarmee auch Freiwillige aus anderen europäischen Ländern und zahlreiche Württemberger an. Unter letzten befand sich auch Fritz Heuss, ein Urgroßonkel von Theodor Heuss. Befehlshaber der Armee wurde der Pole Ludwik Mierosławski. Kriegsminister wurde der ehemalige Oberleutnant Karl Eichfeld, das Kriegsministerium wurde jedoch durch die Flucht zahlreicher Beamter in seiner Handlungsfähigkeit stark eingeschränkt. Zwei Versuche, mit den revolutionären Truppen nach Hessen einzumarschieren und dem Paulskirchenparlament militärischen Schutz zu bieten scheiterten: Zum einen erwiesen sich das hessische Militär und die Bevölkerung als weniger revolutionär als gedacht, zum anderen wollten die badischen Truppen nur ihr eigenes Land verteidigen.
Vorkehrungen zur Defensive mussten auch bald getroffen werden, denn unter preußischer Führung wurden Bundestruppen zur Niederschlagung der badischen Revolution und ihrer Regierung mobilisiert. Preußen improvisierte dafür zwei Korps, die in sieben „Divisionen“ eingeteilt waren und fast 35.000 Mann zählten. Weitere rund 18.000 Bewaffnete wurden zum „Neckarkorps“ zusammengefasst und bestanden aus Kontingenten mehrerer anderer Staaten des Bundes. Oberbefehlshaber der gesamten Streitmacht war der Prinz von Preußen, der spätere Kaiser Wilhelm I., der seit der Berliner Märzrevolution auch den Beinamen „Kartätschenprinz“ trug.
Der Angriff auf Baden wurden an zwei Fronten durchgeführt: Das I. preußische Korps unter Moritz von Hirschfeld sollte die Pfalz erobern und dann den Rhein überschreiten und die in Nordbaden konzentrierte Revolutionsarmee von Westen angreifen, während das II. unter Karl von der Groeben und Eduard von Peuckers Neckarkorps von Norden her in Baden einmarschieren sollten, sodass die badische Armee insgesamt zwischen Neckar und Rhein in die Zange genommen werden würde. Der Vormarsch des I. Korps gelang sehr erfolgreich, die Pfalz wurde schnell erobert, ab 15. Juni standen die preußischen Truppen vor Mannheim, wo sie jedoch durch Artillerieeinsatz vorerst gestoppt wurden (Gefecht von Ludwigshafen). Stattdessen gelang es ihnen aber, am 20. Juni weiter südlich bei Germersheim über den Rhein zu setzen, womit sie die Revolutionsarmee von Süden her bedrohen konnten. Die Erfolge der badischen Armee gegen das II. und Neckarkorps, deren Vormarsch am Neckar bisher aufgehalten worden war, wurden dadurch zunichtegemacht. Mieroslawski verlagerte den Schwerpunkt seiner Truppen nach Süden und griff am 21. Juni in der Schlacht bei Waghäusel die zahlenmäßig unterlegene 1. preußische Division an. Die Aufständischen eroberten die beiden Dörfer Waghäusel und Wiesental (heute beide zu Waghäusel gehörend) und drängten die Preußen bis auf Philippsburg zurück. Als die 4. preußische Division als Verstärkung eintraf, wurde die Revolutionsarmee jedoch in die Flucht geschlagen. Insgesamt verloren 21 preußische Soldaten ihr Leben, 100 wurden verwundet, 130 vermisst.

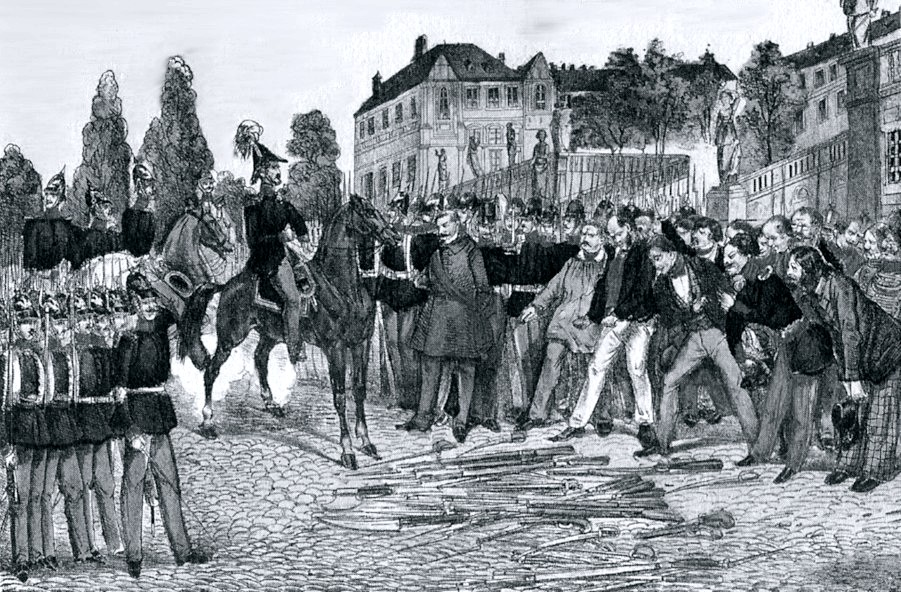
Kapitulation der revolutionären Besatzung von Rastatt gegenüber den Truppen des Deutschen Bundes am 23. Juli 1849

Die Niederlage bei Waghäusel schwächte die Disziplin und den Zusammenhalt der Armee, einzelne Truppenteile setzten sich ab. Am 22. Juni überquerte schließlich auch der Neckarflügel der Bundesarmee den Neckar und bedrohte die rechte Flanke Mieroslawskis. Es gelang dem Befehlshaber der Revolutionsarmee jedoch, der Einkesselung zu entgehen und seine Truppen hinter die Murg bei Rastatt zurückzuziehen. An der Murg stand die Revolutionsarmee jedoch der nun vereinten Bundesarmee entgegen, und nach mehreren Gefechten löste sie sich zu großen Teilen auf. Die badische Regierung floh von Karlsruhe nach Rastatt und von dort über Offenburg nach Freiburg, Mierowslaski bat am 1. Juli um seine Entlassung und wurde durch Franz Sigel ersetzt. Da an einen zusammenhängenden Widerstand nicht mehr zu denken war, war Sigels Hauptaufgabe jedoch, die verbleibenden Truppenteile vor der Gefangennahme zu retten. Am 7. Juli wurde Freiburg besetzt, und am 11. Juli setzte das Revolutionsheer über den Rhein in die Schweiz über.
Übrig blieben nur noch rund 6.000 Mann, die unter Gustav Tiedemann in der Festung Rastatt eingeschlossen waren und den Widerstand fortsetzen. Der preußische General Karl von der Groeben bot dem revolutionären Generalstabschef Otto von Corvin an, sich ein Bild von der Lage außerhalb der Festung, in Freiburg und Konstanz, zu machen. Corvin nahm an, und als er nach seiner Rückkehr den Belagerten berichten musste, dass von der Revolutionsarmee keine Spur mehr zu finden sei, legten die Revolutionäre am 23. Juli die Waffen nieder und kamen in Gefangenschaft.

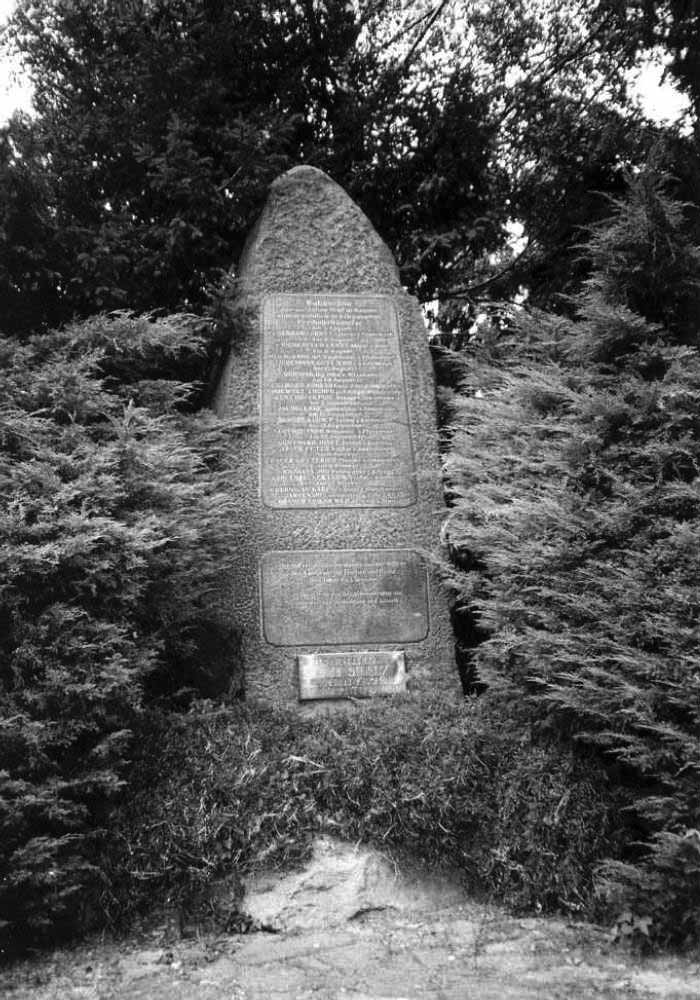
Denkmal für die 1849 standrechtlich Erschossenen in Rastatt

Nach der Niederschlagung der Badischen Revolution wurden 51 Todesurteile und 715 zehnjährige Freiheitsstrafen ausgesprochen. Die Urteile wurden unter preußischer Federführung von Standgerichten ausgesprochen und erweckten oft den Eindruck von zu harten und von Willkürentscheidungen. Ziel der preußischen Verantwortlichen war wohl eine über die badischen Landesgrenzen hinausgehende Abschreckungswirkung, Ergebnis waren jedoch auch Ressentiments der Badener gegen die Preußen und ihre Militärs. Die von Großherzog Leopold gestiftete Militär-Gedächtnis-Medaille von 1849 wurde im Volksmund zur „Brudermordmedaille“.
Zahlreiche Mitglieder der badischen Revolutionsarmee flohen als Forty-Eighters in die Vereinigten Staaten und dienten im Sezessionskrieg in der Armee der Nordstaaten. Mehrere gebürtige Badener und Revolutionäre erreichten dabei den Generalsrang: Franz Sigel wurde Generalmajor und Kommandierender General eines Armeekorps, Max (von) Weber kommandierte als Brigadegeneral zeitweise eine Division und August Mersy als Oberst eine Brigade. Alle drei Offiziere waren bereits vor der Revolution Offiziere in der badischen Armee gewesen und hatten die Karlsruher Militärakademie abgeschlossen.

## Reichseinigungskriege

### Reorganisation der Armee
Auf preußischen Druck hin wurde die badische Armee aufgelöst und komplett neu aufgestellt. Kommissionen überprüften das gesamte Personal, wobei es zu 700 weiteren Freiheitsstrafen kam, 300 davon gegen Unteroffiziere. Darüber hinaus wurden militärische Ehrengerichte eingerichtet, die rund ein Drittel des badischen Offizierskorps aus der Armee entließen. Teile wurden außerdem zur Umerziehung nach Preußen verlegt. Bei der Wiederaufstellung der Armee wurden keine Regimenter mehr gebildet, die neue badische Armee wurde in zehn Infanteriebataillone, drei Reiterdepots und fünf Artilleriebatterien unterteilt. Dies änderte sich, als Friedrich I. zunächst Regent und dann Großherzog wurde. 1852 wurden die alten Regimenter wieder ins Leben gerufen (die Reiter bereits 1850), das Konskriptionsgesetz von 1825 trat wieder in Kraft, und 1861 wurde die Armee um ein zusätzliches Regiment erweitert, sodass die Gliederung 1861 wie folgt aussah:
| Infanterie                                  | Kavallerie                              | Artillerie                                           |
| ------------------------------------------- | --------------------------------------- | ---------------------------------------------------- |
| 1. Leibgrenadierregiment                    | 1. Leibdragonerregiment                 | Feldartillerieregiment (1 berittene, 4 Fußbatterien) |
| 2. Infanterieregiment König von Preußen     | 2. Dragonerregiment Markgraf Maximilian | Festungsartilleriebataillon                          |
| 3. Infanterieregiment                       | 3. Dragonerregiment Prinz Karl          |                                                      |
| 4. Infanterieregiment Prinz Wilhelm         |                                         |                                                      |
| 5. Infanterieregiment                       |                                         |                                                      |
| 2 Füsilierbataillone und ein Jägerbataillon |                                         |                                                      |

Baden hatte nach wie vor ein 15.000 Mann starkes Kontingent für das VIII. Bundesarmeekorps zu stellen. Oberbefehlshaber der Armee war wie zuvor der Großherzog, für die Verwaltung war das Kriegsministerium mit dem „Kriegspräsidenten“ an seiner Spitze zuständig. Das Kriegsministerium war in eine militärische, eine ökonomische (zuständig für die Verpflegung, Bezahlung, das Hospitalwesen und anderes) und eine „rechtsgelehrte“ Sektion unterteilt und verfügte über weitere Abteilungen wie die Hauptkriegskasse, die Zeughausdirektion, die Hauptmagazindirektion und andere.

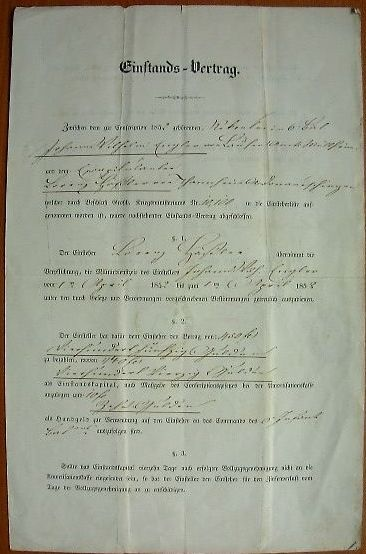
Ein Einstandsvertrag von 1852

Unter dem geltenden, 1825 erlassenen Konskriptionsgesetz herrschte eine allgemeine Wehrpflicht für Männer, die mit Vollendung des 20. Lebensjahres begann und zu deren Durchsetzung das Großherzogtum in drei Rekrutierungsbezirke, Freiburg, Karlsruhe und Mannheim, eingeteilt wurde. Die Dienstzeit betrug sechs Jahre. Zwischen 1849 und 1855 fielen im Durchschnitt etwas weniger als 12.000 junge Männer unter die Dienstpflicht, von denen im Durchschnitt rund 3.500 tatsächlich ausgehoben wurden. Ab dem vollendeten 17. Lebensjahr war ein freiwilliger Dienst möglich, ebenso möglich war es, die Wehrpflicht derart abzuleisten, dass man ein Jahr komplett diente und danach als Reserve für den Kriegsfall bereitstand. Eine Möglichkeit, den Wehrdienst zu umgehen, war die Stellvertretung (Einsteher): Es gab Vereine, die gegen Hinterlegung eines Einstandskapitals im Musterungsfall einen Stellvertreter organisierten und ihn bei der Musterung vorführten. Auf diese Weise konnte die Söhne von wohlhabenderen Bürgern den Wehrdienst umgehen, gleichzeitig bot sich für ärmere Männer die Möglichkeit, als Stellvertreter ein Auskommen zu finden.
Ausgerüstet wurde die Infanterie ab 1857 mit dem von Baden, Hessen und Württemberg gemeinsam beschafften „Vereinsgewehr“, einem Vorderlader mit gezogenem Lauf und Perkussionsschloss im Kaliber .54.

### Deutscher Krieg
Die Spannungen zwischen Preußen und Österreich in den 1860er Jahren versetzten Baden in eine prekäre Lage. Einerseits bestand eine enge Verbindung zwischen dem preußischen und badischen Herrscherhaus: Großherzog Friedrich hatte 1856 Prinzessin Luise von Preußen geheiratet und war dadurch ein Schwiegersohn des preußischen Königs Wilhelm. Auch politisch hatte sich Friedrich in Bundesangelegenheiten bisher eher auf die Seite Preußens geschlagen, wobei er von seinem Außenminister Franz von Roggenbach, der sich für die Kleindeutsche Lösung einsetzte, unterstützt wurde. Die antiliberale Gesinnung des preußischen Ministerpräsidenten Otto von Bismarck brachte jedoch die badischen Liberalen gegen Preußen auf. Mehrmals bekundeten sie ihre Solidarität mit ihren preußischen Parteigenossen, was schließlich 1865 zum Rücktritt von Roggenbachs und zur Ernennung des liberalen, österreichfreundlichen Ludwig von Edelsheim führte. Als die Spannungen um die Schleswig-Holstein-Frage sich 1866 immer mehr ausweiteten, verhielt sich das Großherzogtum zunächst neutral; als Preußen jedoch aus dem Deutschen Bund austrat, wurde der Waffengang eine Bundesexekution, der sich das Großherzogtum nicht entziehen konnte, zumal die benachbarten Königreiche Württemberg und Bayern beide auf der Seite Österreichs standen und auch das badische Volk nach 1849 keine Sympathie für Preußen und seinen König hegte. Das 10.000 Mann starke badische Bundesheerkontingent rückte aus und bildete unter dem Befehl von Generalleutnant Prinz Wilhelm von Baden die 2. Division des VIII. Armeekorps unter Prinz Alexander von Hessen-Darmstadt.

Schlachtordnung des VIII. Korps 1866 in zeitgenössischer Darstellung
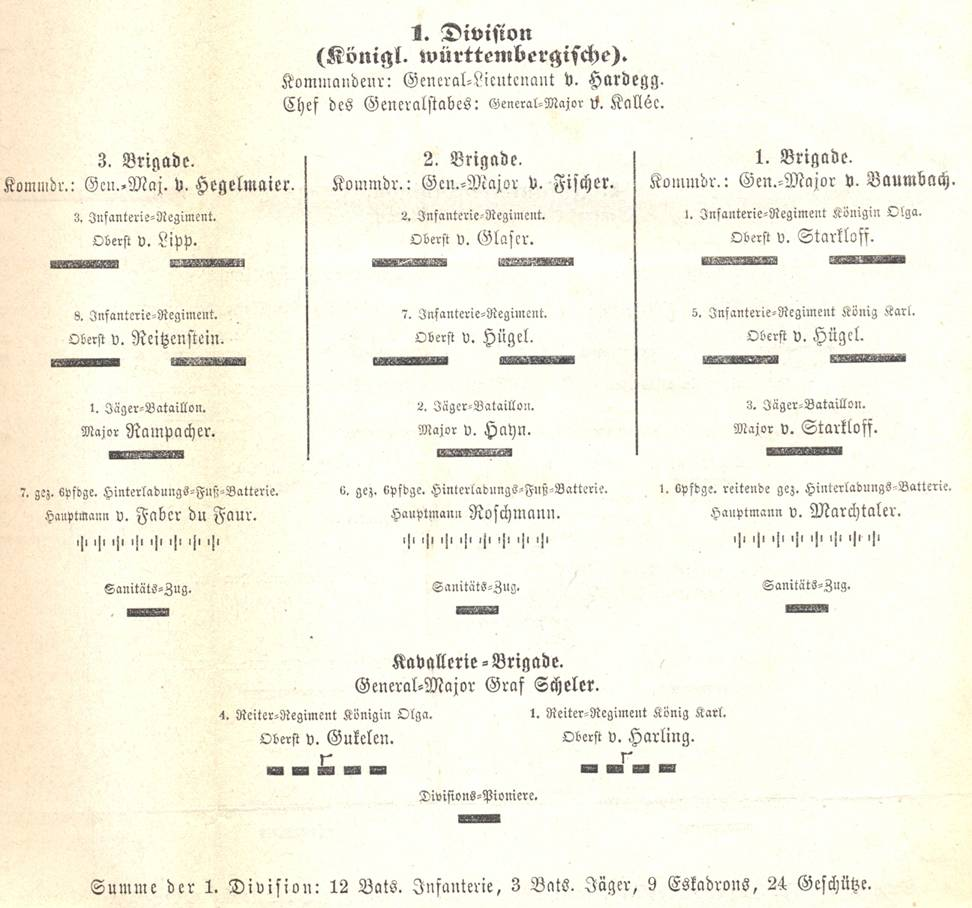
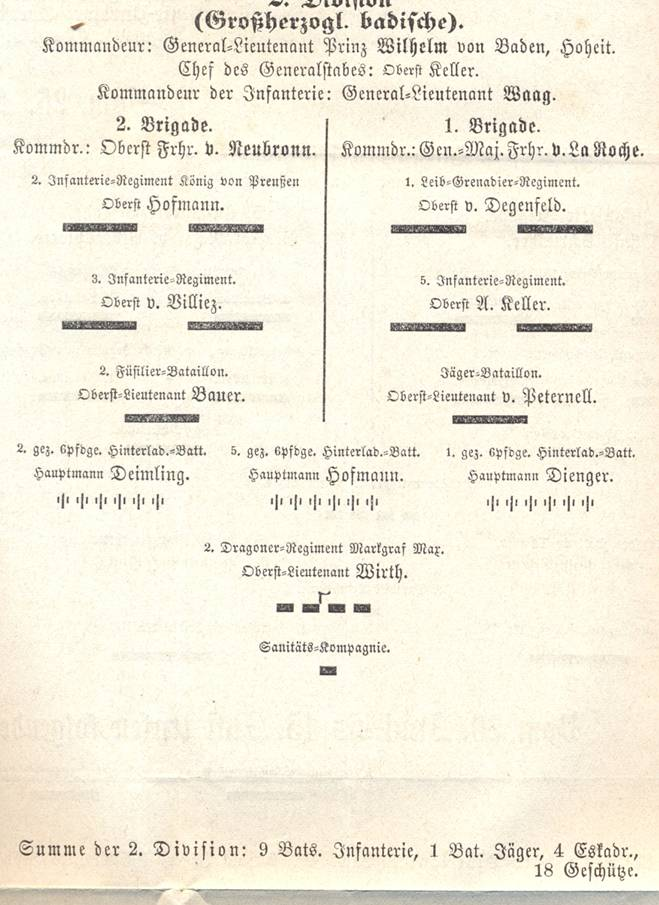
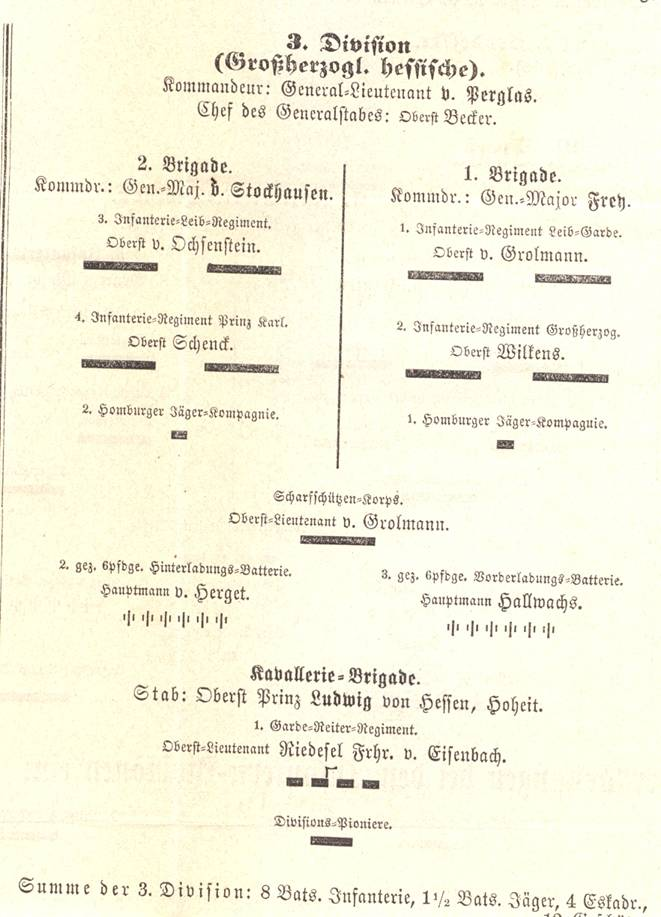
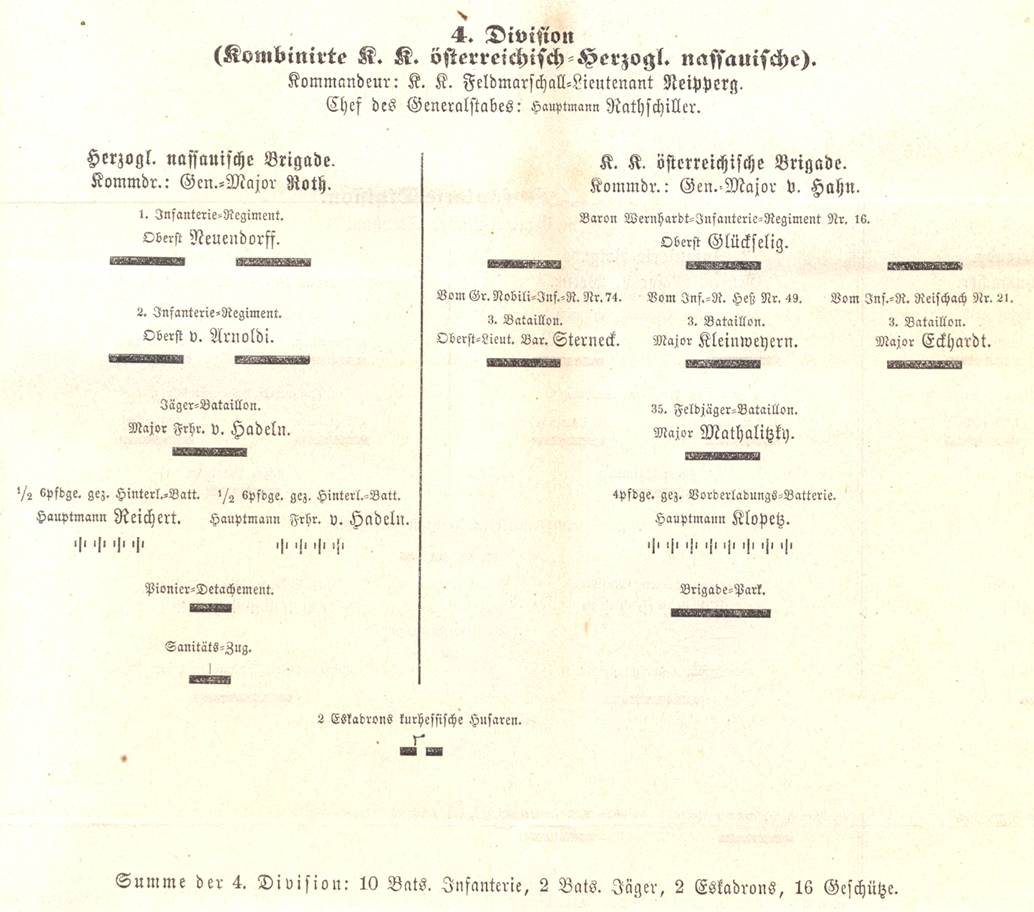
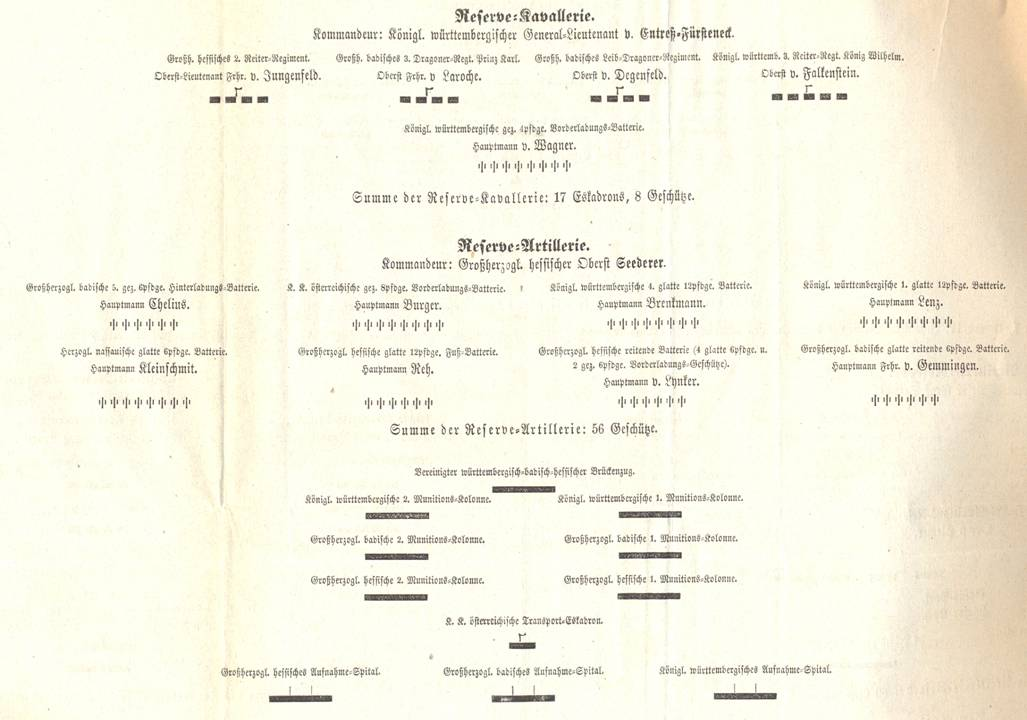

Das VIII. Korps nahm während des Deutschen Krieges am Mainfeldzug teil. Die badischen Truppen wurden dabei beim Rückzug des Korps auf die Tauber in die Gefechte bei Hundheim (23. Juli), Werbach (24. Juli) und Gerchsheim (25. Juli) verwickelt. Für Probleme sorgte, dass sich die preußischen und badischen Uniformen sehr ähnelten, sodass die Badener, um Verwechslungen zu vermeiden, in ihren Wintermänteln marschieren mussten. Insgesamt forderte die Teilnahme am Deutschen Krieg das Leben von 27 badischen Soldaten, rund 200 wurden verwundet.

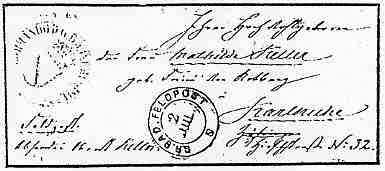
Ein badischer Feldpostbrief vom 2. Juli 1866

Noch bevor die badischen Truppen erstmals Feindberührung hatten, war der Krieg in der Schlacht bei Königgrätz de facto entschieden worden; im Juli hindurch wurde deswegen in Baden debattiert, ob und wann sich das Großherzogtum der preußischen Sache anschließen sollte. Das Kabinett um Ludwig von Edelsheim wurde ausgetauscht und durch ein neues, kleindeutsch gesinntes unter der Führung von Julius Jolly und Karl Mathy ersetzt. Am 29. Juli begannen die badischen Truppen, sich in die Heimat abzusetzen, und am 3. August wurde eine bis 22. August befristete Waffenstillstandsvereinbarung zwischen Baden und Preußen abgeschlossen. Schon am 17. August schlossen Otto von Bismarck und Rudolf von Freydorf für das Großherzogtum und Preußen einen Friedensvertrag ab. Baden musste Reparationen in Höhe von 6 Millionen Gulden bezahlen, und die beiden Staaten schlossen ein geheimes Schutz- und Trutzbündnis ab. Dieses Bündnis beinhaltete unter anderem, dass das badische Heer im Falle eines gemeinsam geführten Krieges unter preußischen Oberbefehl kommen sollte.
In der Folgezeit kam es zu einer weiteren Reorganisation der Armee, die sich eng an Preußen orientierte. Die Möglichkeit der Stellvertretung wurde abgeschafft, stattdessen gab es nun eine siebenjährige Dienstpflicht im Heer (wovon die letzten vier Jahre in der Reserve waren), der sich fünf Jahre Dienst in der Landwehr anschlossen. Der preußische General Gustav Friedrich von Beyer wurde badischer Kriegsminister, die Armee wurde mit preußischen Zündnadelgewehren und Hinterladergeschützen ausgerüstet und vergrößert. Ihre Gliederung 1869 sah wie folgt aus:
| Infanterie                             | Kavallerie                              | Artillerie                                           | Landwehr      |
| -------------------------------------- | --------------------------------------- | ---------------------------------------------------- | ------------- |
| 1. Leibgrenadierregiment               | 1. Leibdragonerregiment                 | Feldartillerieregiment (1 berittene, 4 Fußbatterien) | 10 Bataillone |
| 2. Grenadierregiment König von Preußen | 2. Dragonerregiment Markgraf Maximilian | Festungsartilleriebataillon                          |               |
| 3. Infanterieregiment                  | 3. Dragonerregiment Prinz Karl          |                                                      |               |
| 4. Infanterieregiment Prinz Wilhelm    |                                         |                                                      |               |
| 5. Infanterieregiment                  |                                         |                                                      |               |
| 6. Infanterieregiment                  |                                         |                                                      |               |

### Deutsch-Französischer Krieg

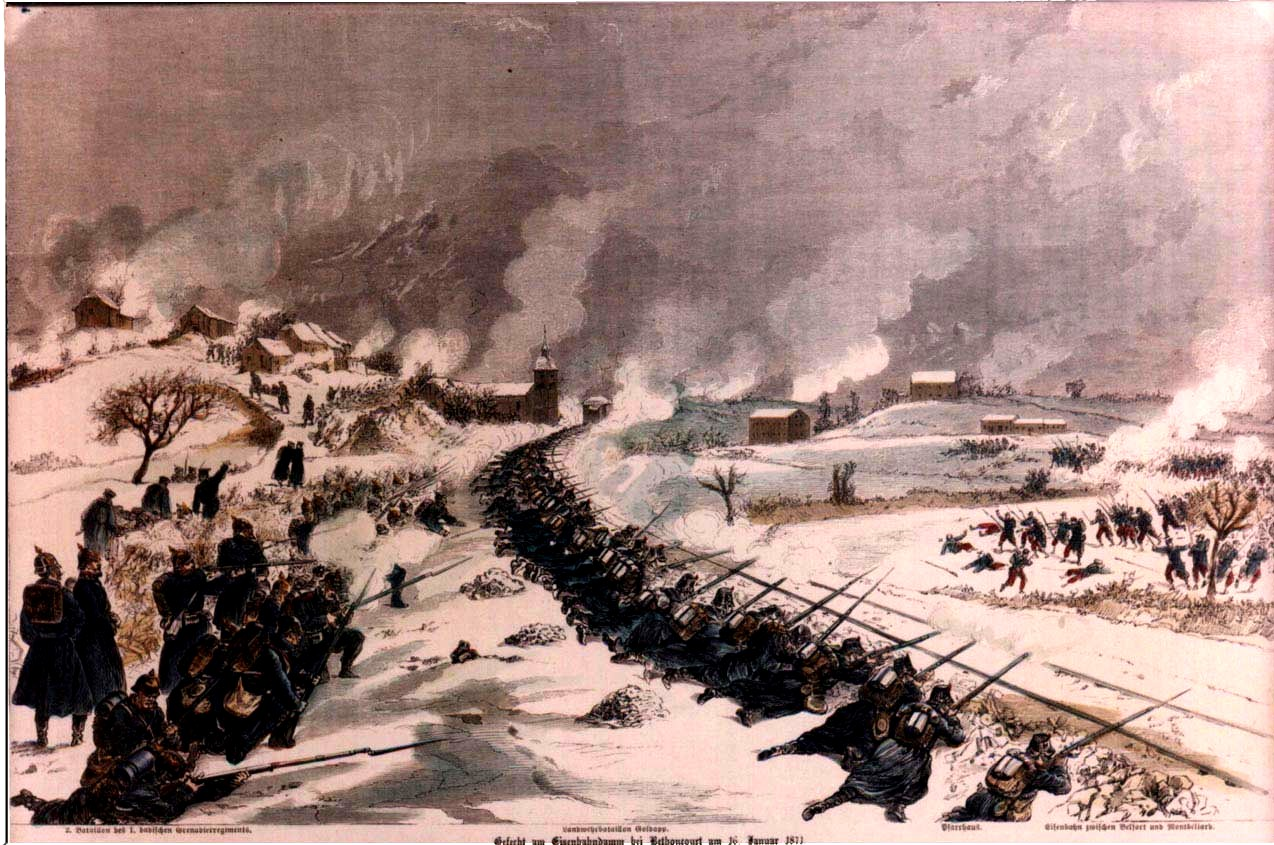
Schlacht an der Lizaine, Gemälde von J.P.Néri

Der Bündnisfall zwischen Baden und Preußen trat bereits weniger als vier Jahre nach dem Frieden von 1866 mit dem Deutsch-Französischen Krieg ein. Bereits am 15. Juli 1870, am Tag nach der Mobilmachung Frankreichs gegen Preußen, mobilisierte das Großherzogtum seine Truppen, eine Woche später, nach der französischen Kriegserklärung an Preußen, sah die Regierung den Bündnisfall als gegeben an. Das badische Heer bildete eine Felddivision, die mit 13 Bataillonen, 12 Schwadronen und 54 Geschützen fast die gesamte Armee umfasste und General Gustav Friedrich von Beyer unterstellt wurde. Gemeinsam mit württembergischen, bayerischen und preußischen Truppen bildete die Badische Felddivision die 3. Armee unter dem Befehl des preußischen Kronprinzen Friedrich. Nach der Sicherung des Oberrheins wurde die badische Division im August 1870 in General August von Werders Belagerungskorps bei der Belagerung von Straßburg eingesetzt, die am 27. September mit der Kapitulation der Festung endete.
Am 20. August übernahm an Stelle des erkrankten Generals von Beyer der Generalleutnant Freiherr von La Roche das Kommando über die Belagerung und die badische Felddivision. Nach dem Fall von Straßburg wurde der nunmehr als XIV. Armeekorps designierte Verband von Werders in Südostfrankreich gegen neu aufgestellte französische Truppen eingesetzt. Neben der Badischen Division, welche jetzt dem bisherigen Kommandeur der 13. Division, Generalleutnant von Glümer übertragen war, wurden dem Korps starke preußische Landwehrtruppen (1. und 4. Reserve-Division) zugeteilt. Im Oktober stieß das Korps auf Dijon vor, wobei es zu mehreren Gefechten kam. Am 18. Dezember siegten zwei badische Brigaden im Gefecht bei Nuits, verloren dabei aber 940 Mann. Im Januar kam es zur Schlacht an der Lisaine, wo das XIV. Armeekorps der zahlenmäßig dreifach überlegenen Armee des Generals Charles Denis Bourbaki gegenüberstand. Vom 15. bis 17. Januar griff Bourbaki an, wobei sich die Kämpfe ab dem 16. Januar vor allem auf dem rechten Flügel konzentrierten, wo die badische Division Stellung bezogen hatte. In schweren Kämpfen, die die badische Felddivision 855 Mann kosteten, wurden die französischen Angriffe schließlich abgewehrt; Bourbakis Armee zog sich nach Besançon zurück und von dort in die Schweiz, wo sie interniert wurde. Nach der Niederlage Bourbakis gab es keine Entsatzhoffnung mehr für die belagerte Festung Belfort, die sich am 16. Februar 1871 ergab.

## Die Badische Armee im Reichsheer

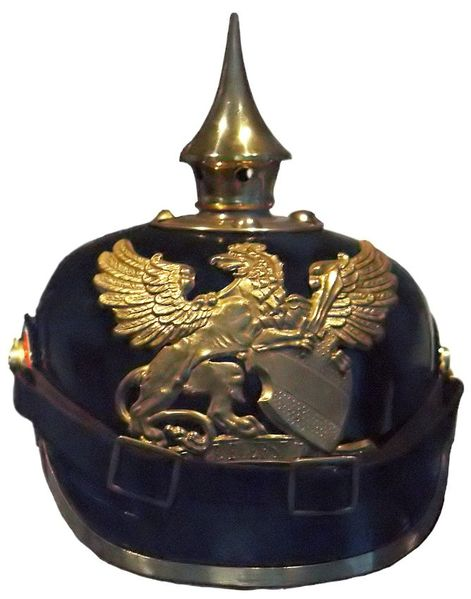
Pickelhaube mit dem Badischen Wappen

Bereits nach der siegreichen Schlacht von Sedan hatte die badische Regierung in einer Denkschrift an Bismarck den Beitritt Badens zum Norddeutschen Bund vorgeschlagen. Drei Wochen später wurde auf Bismarcks Anraten ein offizielles Beitrittsgesuch eingereicht, und gemeinsam mit Bayern und Württemberg konstituierte sich das neue Deutsche Reich mit der Kaiserproklamation Wilhelms I. am 18. Januar 1871, der Ratifizierung der Verträge zwischen den Staaten und der Verabschiedung der Reichsverfassung im März 1871.
Im Gegensatz zu Württemberg und Bayern gab das Großherzogtum seine Militärhoheit endgültig an Preußen ab. Am 25. November 1870 wurde in Versailles eine Militärkonvention mit dem Königreich Preußen unterzeichnet. Gemäß dieser wurde das badische Heer „unmittelbarer Bestandtheil der Deutschen, beziehungsweise der Königlich-Preussischen Armee“ (Artikel 1). Die Regimenter behielten ihre Standarten und Fahnen und wurden als „Badisches Regiment“ bezeichnet, ihre Helmzier zeigte den Greif als badisches Landeswappen. Kommandierender General der badischen Truppen war der Großherzog, die Dienst- und Eidesverhältnisse gestalteten sich etwas komplizierter: Der Großherzog war Dienstherr für Unteroffiziere und Mannschaften, und auf ihn wurden diese auch vereidigt (mit einer zusätzlichen Verpflichtung zum Gehorsam gegenüber dem „Bundesfeldherrn“, also dem Deutschen Kaiser). Die Offiziere dagegen unterstanden dem preußischen König und Deutschen Kaiser und legten ihren Eid auf ihn ab. Erst an zweiter Stelle kam für sie der Großherzog, dem gegenüber sie sich verpflichteten, „das Wohl und Beste […] zu fördern, Schaden und Nachtheile von Höchstdemselben und Seinem Hause und Lande abzuwenden“. Die im Krieg gegen Frankreich zugeteilte Korpsnummer XIV blieb den badischen Truppen erhalten, sie bildeten den Kern des XIV. Armeekorps. Dieses gliederte sich 1874 wie folgt:
| Division     | Brigade                    | Regiment                                                           |
| ------------ | -------------------------- | ------------------------------------------------------------------ |
| 28. Division |                            |                                                                    |
|              | 55. Infanterie-Brigade     |                                                                    |
|              |                            | 1. Badisches Leib-Grenadier-Regiment Nr. 109                       |
|              |                            | 2. Badisches Grenadier-Regiment „Kaiser Wilhelm I.“ Nr. 110        |
|              |                            | 2. Badisches Landwehr-Regiment Nr. 110                             |
|              | 56. Infanterie-Brigade     |                                                                    |
|              |                            | 1. Oberschlesisches Infanterie-Regiment Nr. 22                     |
|              |                            | 3. Badisches Infanterie-Regiment „Markgraf Ludwig Wilhelm“ Nr. 111 |
|              |                            | 3. Badisches Landwehr-Regiment Nr. 111                             |
|              | 28. Kavallerie-Brigade     |                                                                    |
|              |                            | 1. Badisches Leib-Dragoner-Regiment Nr. 20                         |
|              |                            | 3. Badisches Dragoner-Regiment „Prinz Karl“ Nr. 22                 |
| 29. Division |                            |                                                                    |
|              | 57. Infanterie-Brigade     |                                                                    |
|              |                            | 5. Badisches Infanterie-Regiment Nr. 113                           |
|              |                            | 6. Badisches Infanterie-Regiment „Kaiser Friedrich III.“ Nr. 114   |
|              |                            | 5. und 6. Badisches Landwehr-Regiment (Nr. 113 und 114)            |
|              | 58. Infanterie-Brigade     |                                                                    |
|              |                            | 4. Westfälisches Infanterie-Regiment Nr. 17                        |
|              |                            | 4. Badisches Infanterie-Regiment „Prinz Wilhelm“ Nr. 112           |
|              |                            | 4. Badisches Landwehr-Regiment Nr. 112                             |
|              | 29. Kavallerie-Brigade     |                                                                    |
|              |                            | Kurmärkisches Dragoner-Regiment Nr. 14                             |
|              |                            | 2. Badisches Dragoner-Regiment Nr. 21                              |
| Korpstruppen |                            |                                                                    |
|              |                            | Badisches Fußartillerie-Bataillon Nr. 14                           |
|              |                            | Badisches Pionier-Bataillon Nr. 14                                 |
|              |                            | Badisches Train-Bataillon Nr. 14                                   |
|              | 14. Feldartillerie-Brigade |                                                                    |
|              |                            | 1. Badisches Feldartillerie-Regiment Nr. 14                        |
|              |                            | 2. Badisches Feldartillerie-Regiment Nr. 30                        |

Mit der Militärkonvention von 1870 gab Baden seine Militärhoheit ab, die Badische Armee hörte auf zu existieren und wurde, wenn auch als eigenes Korps, Teil der preußisch-deutschen Armee. Zwischen 1890 und 1914 wurden zusätzliche badische Truppenteile aufgestellt: Drei Regimenter Infanterie, drei Regimenter Feldartillerie, zwei Telegraphenkompanien und Teile eines Luftschiffbataillons.

## Badische Verbände des Militärs und Paramilitärs 1918 bis 1920
Nach der Niederlage Deutschlands im Ersten Weltkrieg kam es kurzzeitig noch zu einer Wiederauflebung eines eigenständigen badischen Militärwesens. Die militärische Herausforderung für die Republik Baden ab November 1918 bestand zunächst in der ordnungsgemäßen Demobilisierung großer Massen an Verbänden des Reichsheeres die aus Frankreich nach dem Waffenstillstand von Compiègne rasch abzogen werden mussten. Hierzu wurden zunächst Volkswehren gebildet, die anfangs weitgehend von den Arbeiter- und Soldatenräten geleitet wurden. Der Landesregierung gelang es jedoch zunehmend die Volkswehren den Räten zu entfremden.
In bürgerlichen und sozialdemokratischen Kreisen Badens bestand aufgrund der Revolution in Russland und den Aktivitäten des Spartakusbundes in Deutschland eine Angst vor revolutionären Bewegungen, weshalb man im Januar 1919 Freiwillige zur Bildung eines badischen Volksheeres aufrief. Diese Organisation sollte von Beginn an dem Einfluss der Arbeiter- und Soldatenräte entzogen werden.
Erschwert wurde die Aufstellung militärischer Verbände durch die Bestimmungen des Waffenstillstandes und in Baden speziell noch durch die Bildung einer entmilitarisierten Zone, die zwei Drittel des badischen Staatsgebietes umfasste. Die Triple Entente – speziell Frankreich – beobachteten einerseits die Aufstellung der Verbände mit Misstrauen, forderten aber andererseits auch energische Vorkehrungen gegen allfällige Spartakistenaufstände. Auch Frankreich fürchtete eine Bolschewisierung Europas.
In diesem Zusammenhang entstanden in Baden 1918 bis 1920 diverse kurzlebige militärische und paramilitärische Formationen mit unterschiedlichen Bezeichnungen, Bewaffnung, Zuständigkeiten und Unterstellungsverhältnissen. Die Bezeichnungen waren zudem nicht einheitlich und konsistent (Volkswehr; Volksheer; Reserve-Miliz-Bataillone; Einwohnerwehr; Hilfspolizei-Wehr/Stadtschutz; Sicherheitspolizei). Nachfolgend werden diese Formationen kurz skizziert.

### Badische Volkswehr
Am 12. November 1918 wies die vorläufige Volksregierung Badens die Bezirksämter an, im Einvernehmen mit den Arbeiter- und Soldatenräten Bezirkshauptleute einzusetzen und Republikanische Volkswehren aufzustellen. Zusammen mit der Gendarmerie und dem Grenzschutz sollten die Volkswehren die Entwaffnung der heimkehrenden Frontsoldaten vornehmen und Ausschreitungen verhindern, sowie die Lager der eingesammelten Waffen bewachen. Die Volkswehren wurden aus den Angehörigen des zurückkehrenden Heeres rekrutiert und in den Uniformen des Reichsheeres nur durch weiße Armbinden kenntlich gemacht. Zusätzlich regte die Regierung die Bildung von Bürgerwehren an. Anfang Dezember wurde die Gesamtzahl der in Volkswehren, Bürger- und Ordnungswehren Badens auf Kosten von Gemeinden, Staat und Reich Beschäftigten Personen auf 25 000 Mann geschätzt. Der Einfluss der Arbeiter- und Soldatenräte auf die Volkswehren war erheblich, weshalb die Regierung die Bezirksämter schon am 11. Dezember 1918 anwies, die Tätigkeit und die Bewaffnung der Volkswehren einzuschränken. Der französische Marschall Foch signalisierte, dass die Entente die Existenz der Volkswehren unter Leitung der Räte nicht weiter tolerieren würde, worauf das badische Innenministerium die Volkswehren den Bezirksämtern unterstellte und sie als Polizeitruppen deklarierte, was äußerlich durch das Tragen einer nicht militärischen Kopfbedeckung symbolisiert wurde.
Nach der Ermordung des Ministerpräsidenten des Freistaates Bayern Kurt Eisner am 21. Februar 1919 wurde in Mannheim durch USPD und Spartakusbund eine Räterepublik ausgerufen. Die Volkswehr hielt sich zurück und lief teilweise zu den Aufständischen über.
Damit war das Vertrauen der Regierung in die Volkswehren endgültig erschüttert und die Bemühungen um einen Ersatz unter Kontrolle der Regierung wurden vorangetrieben. Als zuverlässig eingeschätzte Teile der Volkswehr wurden in die Badische Sicherheitspolizei übernommen. Im Juli 1920 wurden die letzten Reste der Volkswehr aufgelöst.

### Badisches Volksheer
Am, 11. Januar 1919 entschied die Badische vorläufige Volksregierung, neben der alten Armee und neben der noch bestehenden Volkswehr eine Truppe aufzustellen, die dem Einfluss der Soldatenräte entzogen, militärisch ausgerüstet und von Berufsoffizieren geführt wurde. Noch am gleichen Tag veröffentlichte die Regierung einen Aufruf an die „Mitbürger! Badische Soldaten!“ sich freiwillig zu einem neu zu bildenden badischen Volksheer zu melden. Der Regierung gelang es, die Zustimmung der Arbeiter- und Soldatenräte und des Landesbauernrates zu erhalten.
Am 13. Januar 1919 begann die Rekrutierung durch die Wehrbezirksämter. Aufgestellt wurden sechs Bataillone, zwei Eskadronen Kavallerie, eine Maschinengewehr-Eskadron und sechs Batterien Artillerie. Garnisonsstädte der Truppe waren Heidelberg, Bruchsal, Karlsruhe und Freiburg. Die Bataillone waren im April 1919 300 bis 500 Mann stark. In Heidelberg und Bruchsal erfolgte in diesen Bataillonen auch die Ausbildung von Gendarmen, Schutzleuten und Grenzaufsehern. Im Juli 1919 wurden die Freiwilligenverbände des Volksheeres von der vorläufigen Reichswehr übernommen. In der neuen Armee führte nur noch das 14. Infanterie-Regiment die Tradition der alten badischen Regimenter fort.

### Reserve-Miliz-Bataillone und Einwohnerwehren
Im März 1919 wurde in Baden begonnen, Reserve-Miliz-Bataillone aufzustellen, die als Reserve für die Freiwilligen-Bataillone des Volksheeres dienen sollten, aber speziell der Unterdrückung von Aufständen gewidmet waren. Diese Bataillone wurden insbesondere in Städten gegründet und im ländlichen Bereich durch Einwohnerwehren mit gleichen Aufgaben und Finanzierung durch die badische und die Reichsregierung ergänzt. Nach Unterzeichnung des Versailler Friedensvertrages im Juni 1919 durfte Deutschland nur noch 100 000 Mann Militär haben. Die Reserve-Miliz und die Einwohnerwehren gerieten bei den Alliierten in den Verdacht, Teil eines Ersatz-Heeres zu sein. Die Interalliierte Militär-Kontrollkommission verlangte am 12. März 1920 die Auflösung der Volks-, Einwohner- und Bürgerwehren. Da die Landesregierung der Auffassung war auf diese Wehren nicht verzichten zu können, gab es Pläne zu deren Umgestaltung zu einer Hilfspolizeiwehr oder einem Stadtschutz, die aber nicht umgesetzt wurden. Stattdessen ging der Aufbau einer Sicherheitspolizei (SiPo) ab 1. Dezember 1919 rasch voran. Die Auflösung der diversen oben genannten Wehrorganisationen wurde von den Alliierten im Juli 1920 unter Androhung der Besetzung des Ruhrgebiets durchgesetzt.
Die Badische Sicherheitspolizei übernahm als kasernierte Polizeieinheit mit einigen gepanzerten Fahrzeugen und Maschinengewehren und einer Stärke von etwa 2 200 Mann die Aufgabe „die Volksregierung gegen jede Gewalt zu schützen.“

### Badisches Freikorps
Ein „Badisches Sturmbataillon“ nahm als Freikorps am Kampf um Kurland teil. Die Werbung und Aufstellung erfolgte im März/April 1919 mit Sammelplatz in Heidelberg. In dieser Periode wurde auch für die oben beschriebenen badischen Freiwilligen-Verbände zum Schutz der Landesregierung geworben, wodurch eine Konkurrenzsituation entstand. Das Generalkommando des XIV. Armeekorps und der Landesausschuss der badischen Soldatenräte einigten sich daher auf einschränkende Bedingungen für die Werbung für außerhalb Badens eingesetzte Freiwilligen-Verbände. In der Werbung für das Sturmbataillon wurde teilweise auch eine: „Spätere Ansiedlungs- und Arbeitsmöglichkeit im Baltenland.“ versprochen.
Ende April 1919 erfolgte der Abmarsch des Sturmbataillons nach Kurland. Insgesamt sind in der Stammliste des Bataillons 1 089 Personen verzeichnet.
Dieses Sturmbataillon wurde Teil der Deutschen Legion unter dem Kommando von Paul Siewert, die wiederum zu den Baltikumern gehörte und sich der Westrussischen Befreiungsarmee anschloss. Zusammen mit der Abteilung von Medem bildeten sie in der Deutschen Legion das Regiment Baden, dessen Kommandeur Rittmeister Krauße d'Avis wurde.
Die Rückführung und Demobilisierung der Truppen aus dem Baltikum erfolgte zwischen dem 18. Dezember 1919 und dem 8. Januar 1920.

## Badische Kriegsminister
1808 waren die Zuständigkeiten der bisherigen Kriegskommission auf das neu geschaffene Kriegsministerium übergegangen.
Als Kriegsminister waren im Amt:
- 7. März 1808 bis 17. September 1808 Karl von Geusau
- 1808–1814 Karl Friedrich Fischer (Verwaltung)[126]
- 16. August 1814 bis 4. Dezember 1833 Konrad von Schäffer
- 09. Dezember 1833 bis 22. März 1848 Karl Wilhelm Eugen von Freydorf
- 22. März 1848 bis 9. Juni 1849 Friedrich Ludwig Hoffmann
- 14. Mai 1849 bis zum 26. Mai 1849 Karl Eichfeld – Revolutionsregierung
- 26. Mai 1849 bis zum 13. Juni 1849 Franz Sigel – Revolutionsregierung
- 13. Juni 1849 bis zum 11. Juli 1849 Maximilian Werner – Revolutionsregierung
- 16. Juni 1849 bis 7. April 1854 August von Roggenbach
- 17. Mai 1854 bis 13. Februar 1868 Damian Ludwig
- 13. Februar 1868 bis 29. Juni 1871 Gustav Friedrich von Beyer

Das großherzoglich badische Kriegsministerium wurde am 27. Dezember 1871 durch eine Verordnung aufgehoben.
Mit der Badischen vorläufigen Volksregierung wurde 1918 wieder kurzzeitig ein Militärministerium eingerichtet:
- 10. November 1918 bis 8. Januar 1919 Hans Brümmer
- 08. Januar 1919 bis 1. April 1919 Anton Geiß